# 24. Februar
Der 24. Februar ist der 55. Tag des gregorianischen Kalenders, somit bleiben 310 Tage (in Schaltjahren 311 Tage) bis zum Jahresende.

## Ereignisse

### Politik und Weltgeschehen
- 1303: In der Schlacht von Roslin während der Schottischen Unabhängigkeitskriege bezwingt ein schottisches Heer eine englische Armee.
- 1386: König Karl II. von Ungarn, in Personalunion auch König Karl III. von Neapel, wird in Visegrád von Adligen ermordet.

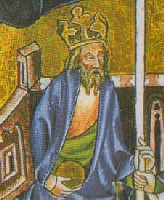
1389: Albrecht von Mecklenburg

- 1389: Truppen der dänisch-norwegischen Königin Margarethe I. besiegen in der Schlacht bei Åsle die Streitmacht des schwedischen Königs Albrecht von Mecklenburg. Der König wird gefangen genommen und erst sechs Jahre später nach seinem Thronverzicht wieder freigelassen.
- 1510: Papst Julius II. hebt das Interdikt gegen die Republik Venedig auf, das er am 27. April des Vorjahres verhängt hat. Der Krieg der Liga von Cambrai gegen die Seerepublik ist damit beendet.

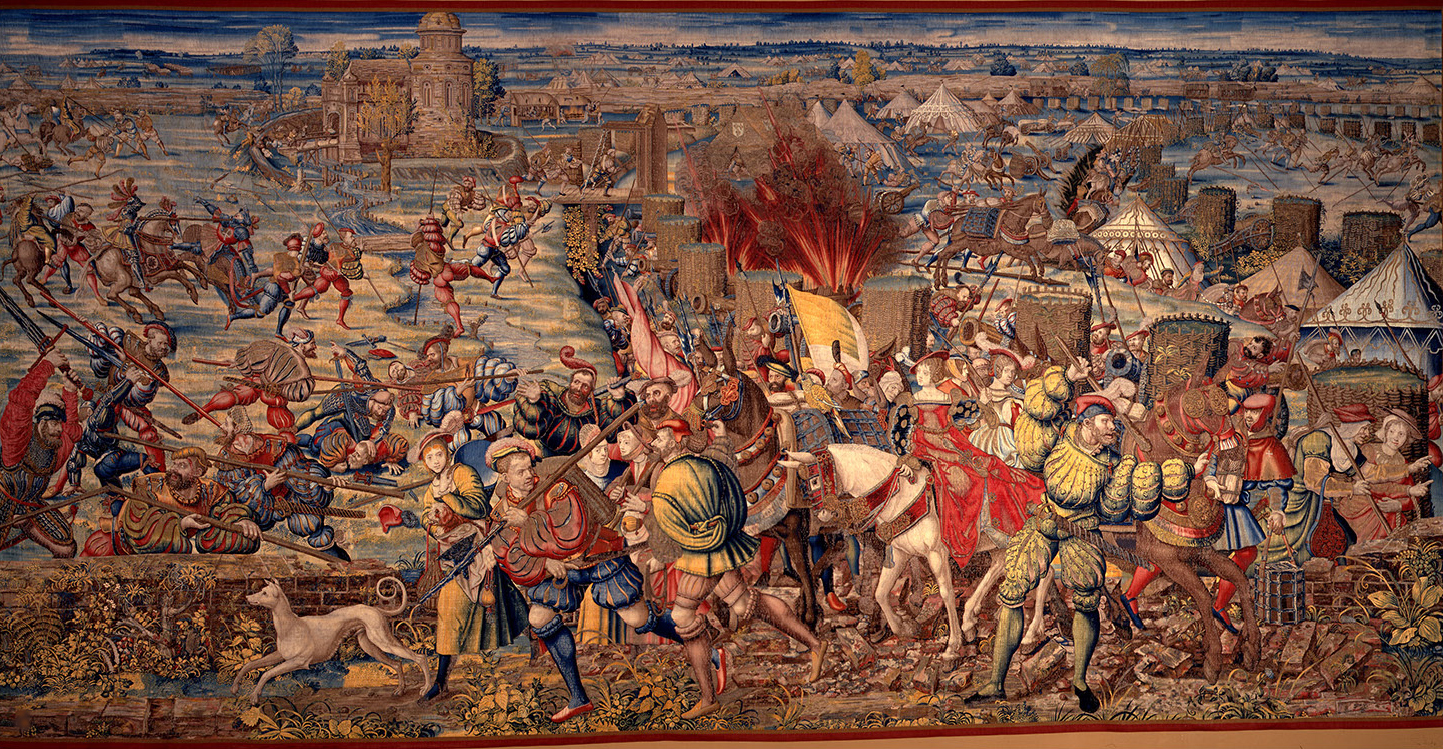
1525: Schlacht bei Pavia

- 1525: In der Schlacht bei Pavia siegen die Truppen des römisch-deutschen Königs Karl V. unter dem Befehl Georg von Frundsbergs und nehmen den französischen König Franz I. gefangen.
- 1527: Der Habsburger Ferdinand I. wird als Nachfolger der Jagiellonen zum König von Böhmen gekrönt.
- 1529: Der erste Gouverneur der Welser-Kolonie Klein-Venedig, Ambrosius Ehinger, landet in Neu-Augsburg, dem heutigen venezolanischen Coro.
- 1530: Letztmals wird ein Kaiser des Heiligen Römischen Reiches Deutscher Nation in Italien gekrönt. Karl V. wird durch Papst Clemens VII. diese Würdigung zuteil.
- 1538: Der Friede von Großwardein beendet den zwölfjährigen Bürgerkrieg um den ungarischen Thron, der nach dem Tode Ludwigs II. in der Schlacht bei Mohács ausgebrochen ist. Ferdinand I. erkennt Johann Zápolya als König von Ungarn an, sichert sich aber die Nachfolge im Fall dessen Todes.

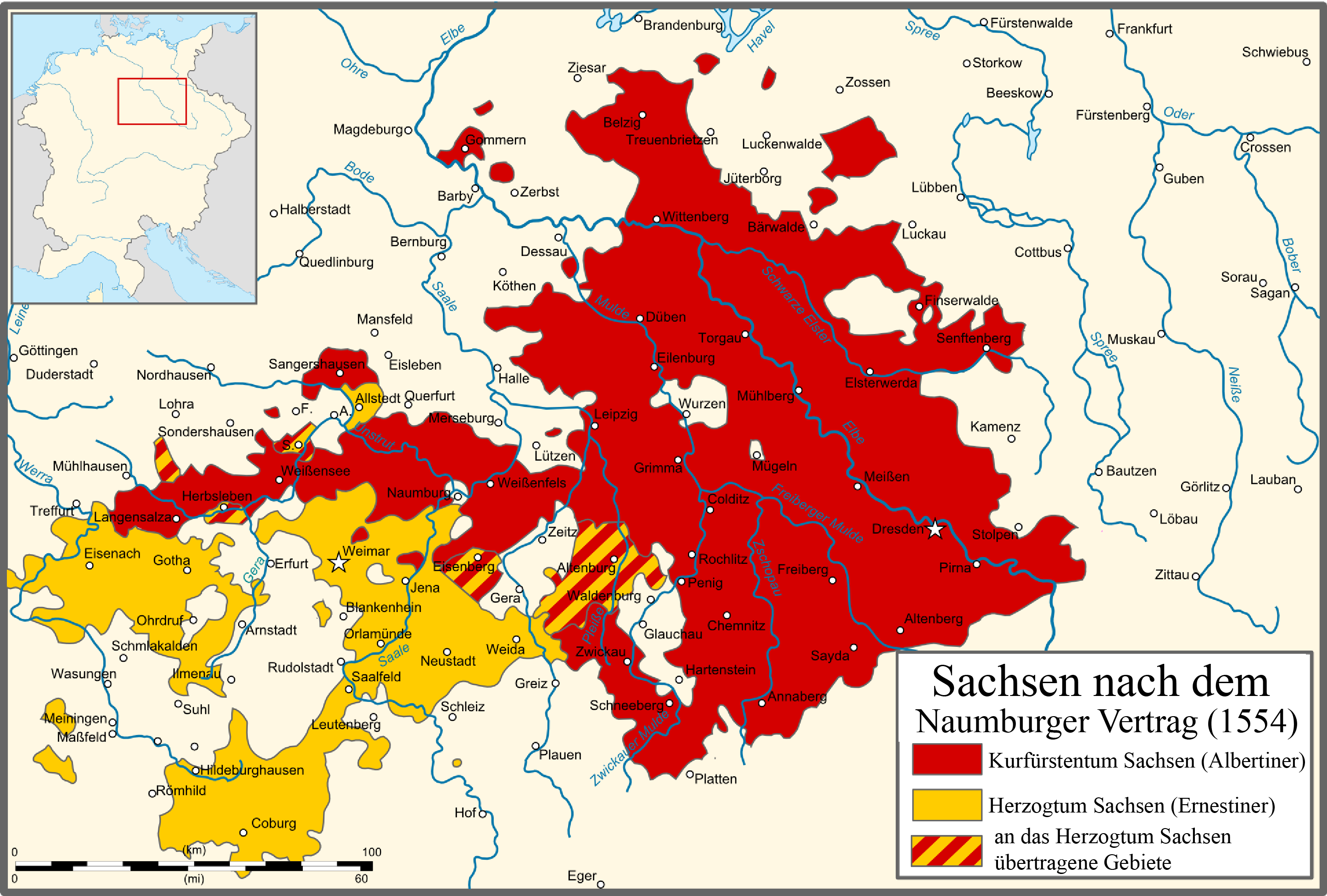
1554: Naumburger Vertrag

- 1554: Im Naumburger Vertrag kommt es zu einem territorialen Ausgleich der ernestinischen und albertinischen Linien des Hauses Wettin in Sachsen und Thüringen.
- 1582: Gregor XIII. unterschreibt die Päpstliche Bulle Inter gravissimas zur Einführung des Gregorianischen Kalenders.
- 1663: Das Privileg der Compagnie de la Nouvelle France wird zurückgenommen. Die französischen Besitzungen in Kanada werden zu einer königlichen Provinz und staatlich verwaltet.
- 1793: In der Mainzer Republik, einer französischen Tochterrepublik, finden demokratische Wahlen zum Rheinisch-Deutschen Nationalkonvent statt. Es handelt sich um das erste nach demokratischen Prinzipien gewählte Parlament auf deutschem Boden. Wahlberechtigt ist nur die männliche Bevölkerung.

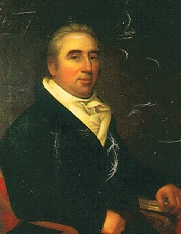
1803: William Marbury

- 1803: Im Fall Marbury v. Madison konstatiert der Oberste Gerichtshof der Vereinigten Staaten das Recht, Bundesgesetze auf ihre Verfassungsmäßigkeit hin zu überprüfen und bei Verfassungswidrigkeit für nichtig zu erklären (Judicial Review). Dies bringt erstmals das Konzept einer Verfassungsgerichtsbarkeit hervor.
- 1821: Im Mexikanischen Unabhängigkeitskrieg verkünden Agustín de Iturbide und Vicente Guerrero den Plan von Iguala, in dem die Idee eines unabhängigen, katholischen und vereinigten Mexiko formuliert wird.
- 1826: Das Reich Arakan in Südostasien unterstellt sich britischem Schutz. Es wird in Britisch-Indien integriert.
- 1848: Die Februarrevolution beendet die Herrschaft des französischen Bürgerkönigs Louis Philippe von Orléans. Er dankt ab – kurz nach seinem Ministerpräsidenten François Guizot, dem der Satz Enrichissez-vous zugeschrieben wird. Die Republik wird anschließend ausgerufen.

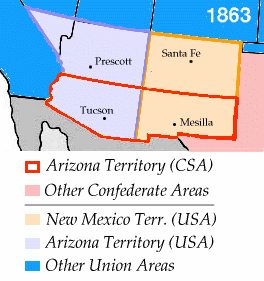
1863: Die Territorien New Mexico und Arizona

- 1863: Nach der Eroberung des Konföderierten Territoriums Arizona durch Unionstruppen im New-Mexico-Feldzug des Sezessionskrieges wird das bisherige New-Mexico-Territorium von US-Präsident Abraham Lincoln durch den Arizona Organic Act geteilt. Der westliche Teil wird zum Arizona-Territorium mit der Hauptstadt Prescott, während der östliche Teil seinen Namen beibehält.

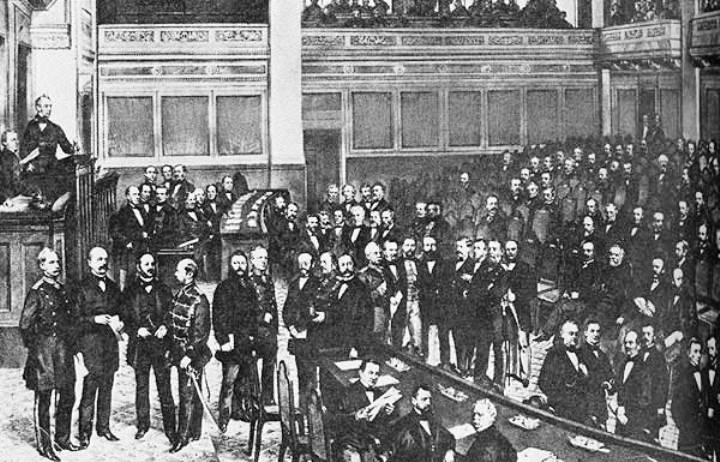
1867: Konstituierende Sitzung des Norddeutschen Reichstages

- 1867: Der am 14. Februar gewählte verfassungsgebende Reichstag des Norddeutschen Bundes hält seine konstituierende Sitzung ab. Eduard von Simson wird Reichstagspräsident.
- 1868: Das US-Repräsentantenhaus beschließt, ein Impeachment gegen Präsident Andrew Johnson einzuleiten. Das erste Amtsenthebungsverfahren in der Geschichte der USA scheitert später am US-Senat.
- 1918: In Estland bildet sich eine provisorische Regierung unter Ministerpräsident Konstantin Päts, die die Unabhängigkeit von Russland und vom Deutschen Reich erklärt. Diese wird jedoch erst nach zweijährigem Krieg von Sowjetrussland anerkannt.
- 1920: Die Nationalsozialistische Deutsche Arbeiterpartei (NSDAP) geht durch Umbenennung aus der Deutschen Arbeiterpartei hervor. Am gleichen Tag verkündet Adolf Hitler im Münchner Hofbräuhaus das von ihm, Anton Drexler und Gottfried Feder verfasste 25-Punkte-Programm, mit dem unter anderem der Aufbau eines totalitären Staates gefordert wird.
- 1921: In Kronstadt kommt es zu ersten Arbeiterstreiks in den Patronny-Munitionswerkstätten. Das ist der Auftakt zum bis zum 18. März dauernden Kronstädter Matrosenaufstand gegen die Regierung Sowjetrusslands.
- 1942: Während des Zweiten Weltkrieges kommt es über der kalifornischen Stadt Los Angeles zur Schlacht um Los Angeles, einem bis heute nicht restlos geklärten Luftgefecht.

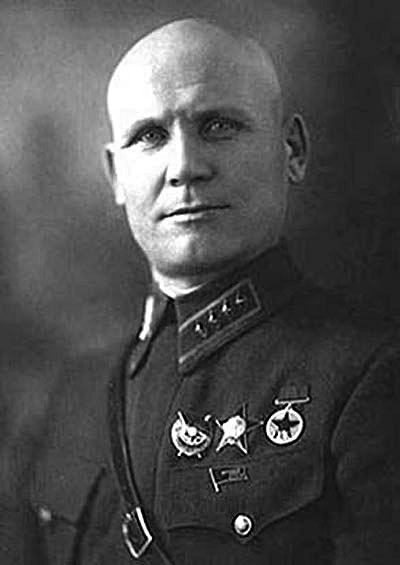
1945: Iwan Konew

- 1945: Mit dem Erreichen der Neiße durch die 1. Ukrainische Front unter Iwan Konew beendet die Rote Armee die seit dem 8. Februar laufende Niederschlesische Operation im Zweiten Weltkrieg.
- 1946: Als Kandidat der Arbeiterpartei gewinnt Juan Perón mit 56 % der Stimmen die Präsidentschaftswahl in Argentinien.
- 1949: Israel schließt mit dem Königreich Ägypten als erstem Kriegsgegner nach dem Palästinakrieg ein Waffenstillstandsabkommen. Weitere Abkommen folgen in den nächsten Monaten mit dem Libanon, Jordanien und Syrien. Ein formeller Friedensvertrag zwischen den beiden Ländern folgt erst am 26. März 1979.
- 1956: In der Sowjetunion billigt der XX. Parteitag der KPdSU die von Parteichef Nikita Chruschtschow verfolgte außenpolitische Linie, durch friedliche Koexistenz der Systeme die Entscheidung zwischen Kapitalismus und Sozialismus zu suchen.
- 1965: Der Staatsratsvorsitzende der DDR, Walter Ulbricht, besucht bis zum 2. März die Republik Ägypten und wird dort mit allen Ehren eines Staatsbesuches empfangen. Eine offizielle Anerkennung der DDR vermeidet Staatspräsident Gamal Abdel Nasser jedoch.
- 1966: Ghanas Präsident Kwame Nkrumah wird während einer Auslandsreise von einem Staatsstreich des National Liberation Council unter Joseph Arthur Ankrah gestürzt.

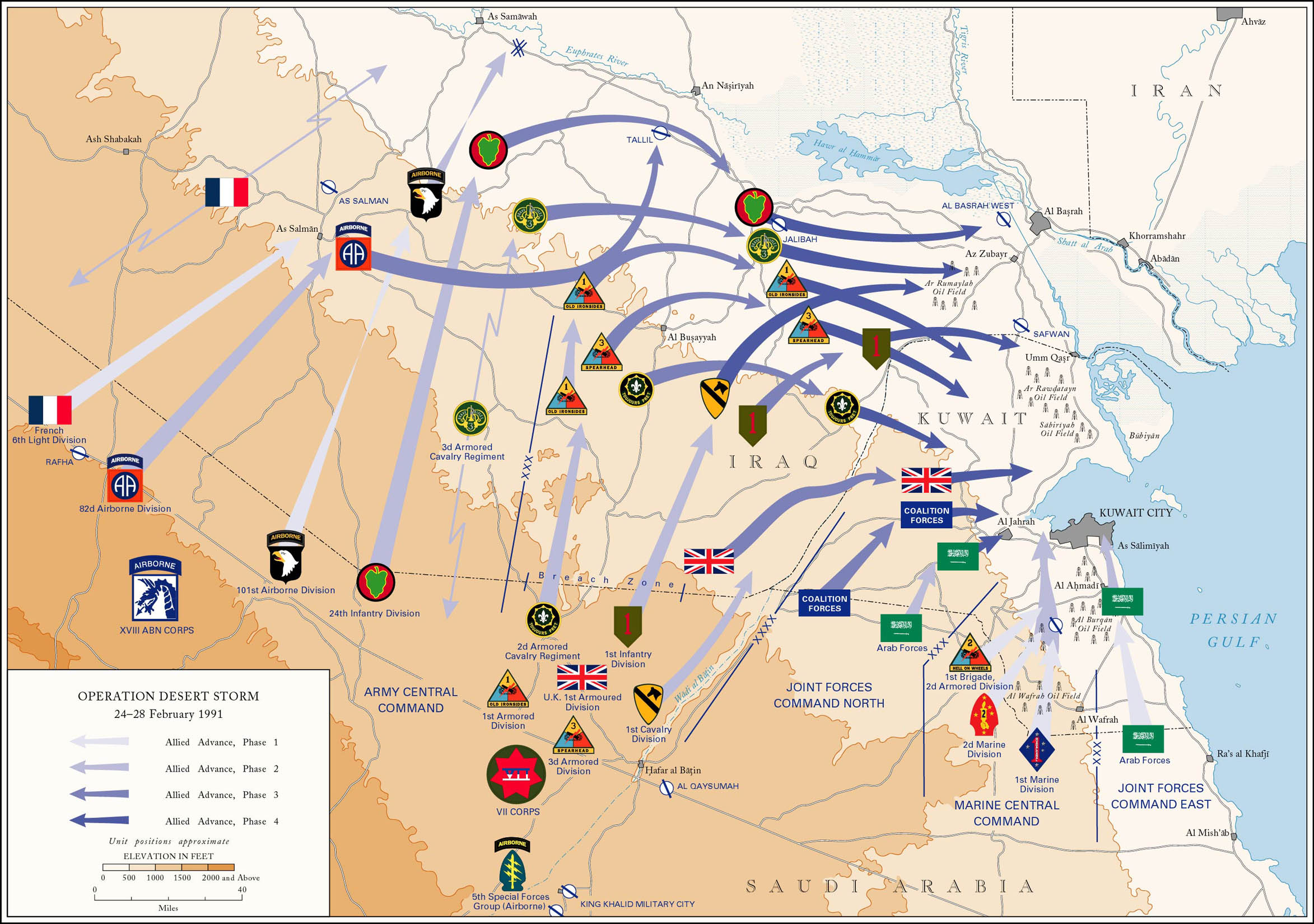
1991: Operation Desert Storm

- 1991: Die Armee der Vereinigten Staaten beginnt im Zweiten Golfkrieg mit dem Bodenkrieg der Operation Desert Storm.
- 1999: Der Deutsche Karlheinz LaGrand wird in Arizona durch die Giftspritze hingerichtet, was zu diplomatischen Verstimmungen zwischen den Vereinigten Staaten und Deutschland nach dem Wiener Übereinkommen über konsularische Beziehungen führt.

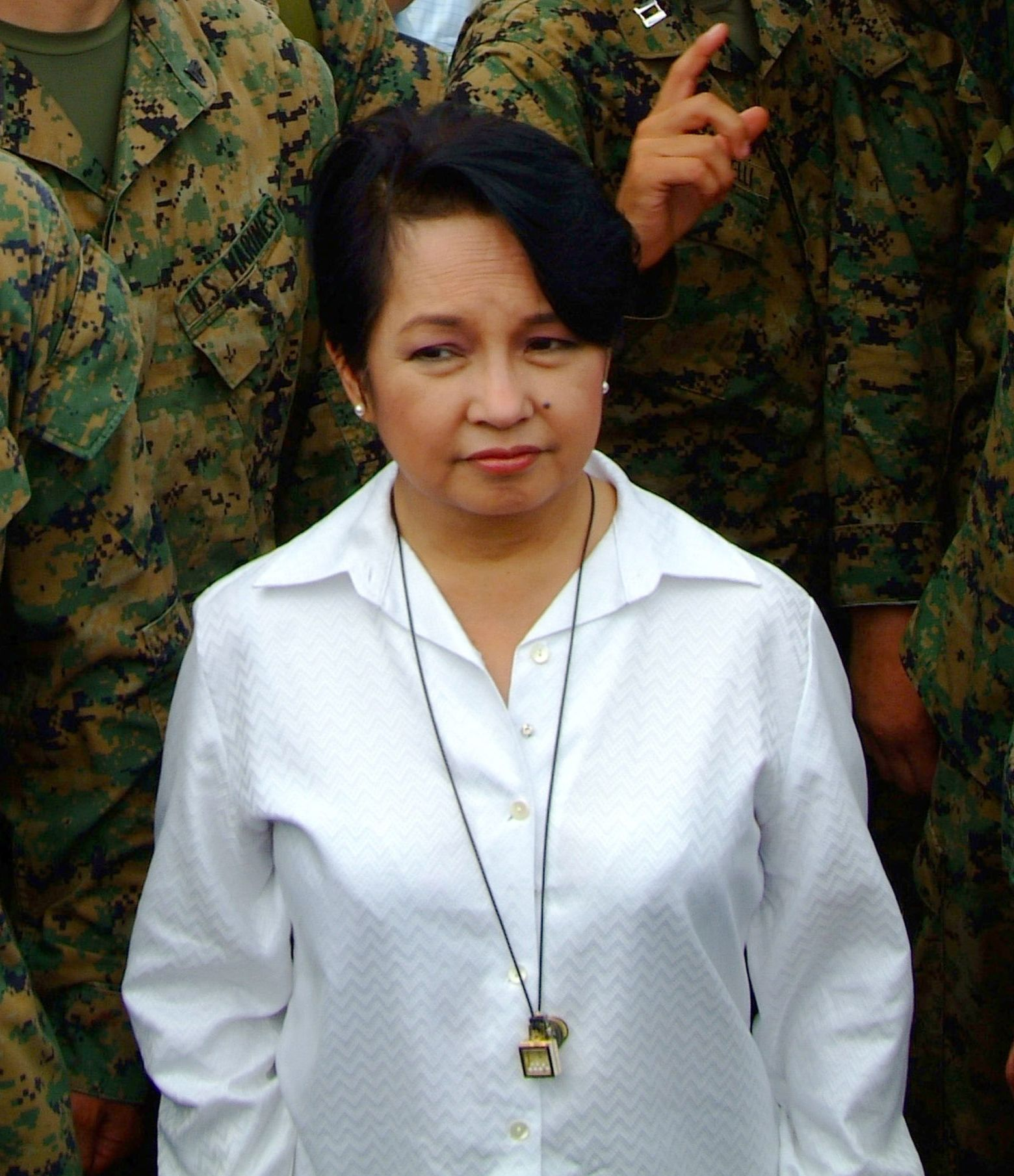
2006: Gloria Macapagal-Arroyo

- 2006: Auf den Philippinen kommt es zu einem Putschversuch gegen Präsidentin Gloria Macapagal-Arroyo, die sofort den Notstand verhängt. Die genauen Umstände, und ob es sich tatsächlich um einen Putschversuch gehandelt hat, bleiben ungeklärt.
- 2008: Raúl Castro wird in Kuba vom Parlament zum Staatsoberhaupt und zum Regierungschef gewählt. Sein erkrankter Bruder Fidel Castro hatte zuvor den Verzicht auf eine weitere Kandidatur erklärt.
- 2009: In Deutschland wird das Übereinkommen über die Rechte von Menschen mit Behinderungen ratifiziert. Infolgedessen wird das 9. Schulrechtsänderungsgesetz erlassen, in dem die gesetzlichen Regelungen für die Inklusive Pädagogik enthalten sind.
- 2022: Beginn des russischen Überfalls auf die Ukraine.

### Wirtschaft
- 1938: Das US-amerikanische Unternehmen DuPont stellt die ersten Zahnbürsten mit Nylon-Borsten her.
- 1980: In Israel wird als neue Währung der Schekel eingeführt. Für 10 bis dahin gültige israelische Pfund gibt es nunmehr einen Schekel.

### Wissenschaft und Technik

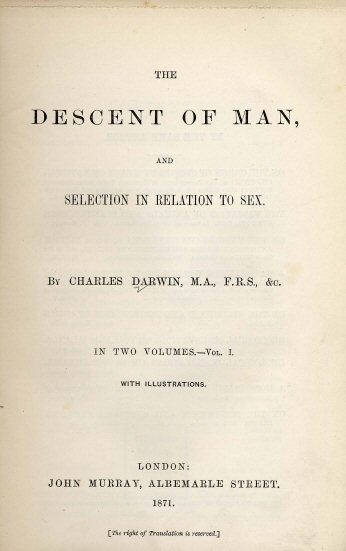
1871: The Descent of Man

- 1871: Charles Darwins zweibändiges Werk The Descent of Man, and Selection in Relation to Sex (Die Abstammung des Menschen und die geschlechtliche Zuchtwahl) erscheint. Er setzt sich darin mit der Stammesgeschichte des Menschen sowie mit der sexuellen Selektion auseinander und verwendet hier zum ersten Mal die Bezeichnung „Evolution“.

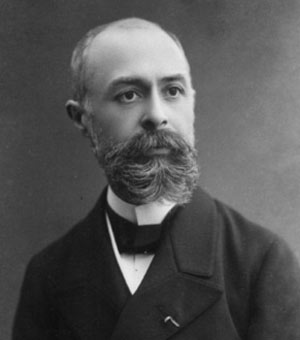
1896: Henri Becquerel

- 1896: Der französische Physiker Henri Becquerel stellt seine Erkenntnisse über die ionisierende Strahlung von Uran der Académie des sciences vor.
- 1905: Der Durchschlag des Richtstollens beim Bau des Simplontunnels gelingt. Der Eisenbahntunnel wird nach der Freigabe 1906 die Schweiz mit Italien verbinden.
- 1921: Bei Aufräumarbeiten auf einem Hügel findet der Bauer Peder Platz in Jütland einen Baumsarg. Darin wird nach Untersuchungen dänischer Wissenschaftler das Mädchen von Egtved entdeckt, das in der Nordischen Bronzezeit (1800–530 v. Chr.) bestattet wurde.
- 1969: Die NASA-Raumsonde Mariner 6 startet auf dem Weg zum Mars.
- 1975: In Kalifornien beginnt die Asilomar Conference on Recombinant DNA, in deren Verlauf erste verbindliche Sicherheitskonzepte und Richtlinienvorschläge für den Umgang mit gentechnisch veränderten Organismen erarbeitet werden (bis 27. Februar).

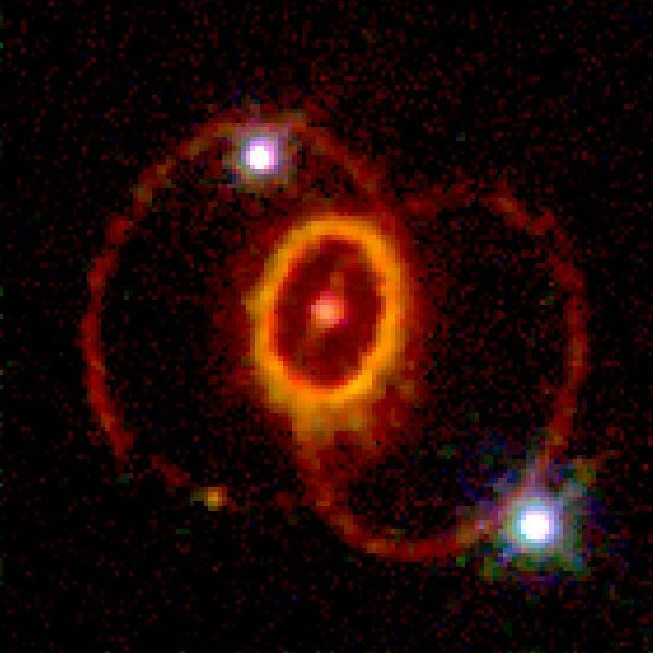
1987: Supernova 1987A

- 1987: In der Großen Magellanschen Wolke wird die Supernova 1987A entdeckt. Sie ist die erste Supernova seit 1604, die mit bloßem Auge beobachtet werden kann.
- 1993: Yukihiro Matsumoto entwickelt die Programmiersprache Ruby.
- 2011: Die Discovery ist zum letzten Mal auf dem Weg ins All. Das Space Shuttle hebt um 22:53 Uhr MEZ und damit einige Minuten später als geplant vom Weltraumbahnhof Cape Canaveral in Florida ab.

### Kultur
- 1607: L’Orfeo, eine Favola in Musica von Claudio Monteverdi, wird im herzoglichen Palast Accademia degli Invaghiti in Mantua uraufgeführt. Das Werk wird oft als die erste Oper bezeichnet.

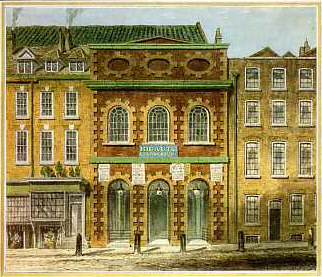
1711: Queen’s Theatre

- 1711: Am Londoner Queen’s Theatre wird Georg Friedrich Händels Erstfassung der Oper Rinaldo mit außerordentlichem Erfolg uraufgeführt.
- 1804: Das Londoner Theatre Royal Drury Lane brennt zum zweiten Mal bis auf die Grundmauern nieder.
- 1810: Das Melodram Der vierundzwanzigste Februar von Zacharias Werner wird mit Pius Alexander Wolff und Amalie Wolff-Malcolmi in den Hauptrollen im Weimarer Hoftheater aufgeführt. Die Aufführung des ersten Schicksalsdramas wird von Johann Wolfgang von Goethe hoch gelobt.
- 1814: In Stuttgart wird die Oper Alimon und Zaide oder Der Prinz von Catanea von Conradin Kreutzer uraufgeführt.
- 1876: Henrik Ibsens dramatisches Gedicht Peer Gynt wird mit Edvard Griegs Bühnenmusik im Christiania Theater in Christiania, dem heutigen Oslo, uraufgeführt.
- 1919: In Düsseldorf gründen Herbert Eulenberg, Arthur Kaufmann und Adolf Uzarski die Künstlervereinigung Das Junge Rheinland.

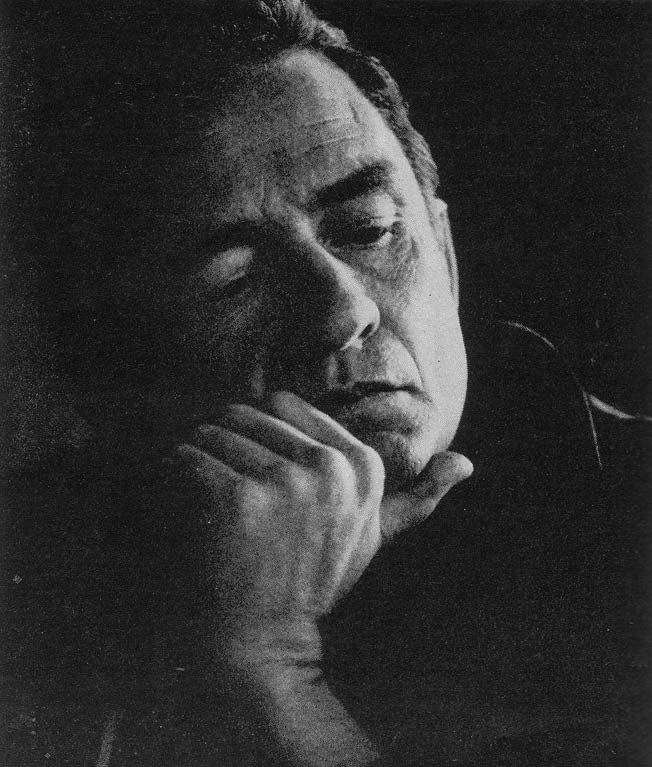
1969: Johnny Cash

- 1969: Im Staatsgefängnis San Quentin nimmt der Country-Sänger Johnny Cash das Live-Album At San Quentin auf.
- 1971: Das deutsche Bundesverfassungsgericht erklärt in seiner Mephisto-Entscheidung das Verbot von Klaus Manns Buch Mephisto – Roman einer Karriere für rechtmäßig und fällt damit ein Grundsatzurteil zu Kunstfreiheit und allgemeinem Persönlichkeitsrecht.
- 1975: Die britische Rockband Led Zeppelin veröffentlicht bei Swan Song Records ihr erstes Doppelalbum Physical Graffiti, das vielfach als letzter Höhepunkt der Band angesehen wird.
- 1979: Die unvollendet gebliebene Oper Lulu von Alban Berg nach zwei Theaterstücken von Frank Wedekind wird in einer fertiggestellten Version von Friedrich Cerha an der Pariser Oper unter der Regie von Pierre Boulez uraufgeführt.
- 1997: Miloš Forman gewinnt bei den Internationalen Filmfestspielen in Berlin den Goldenen Bären.

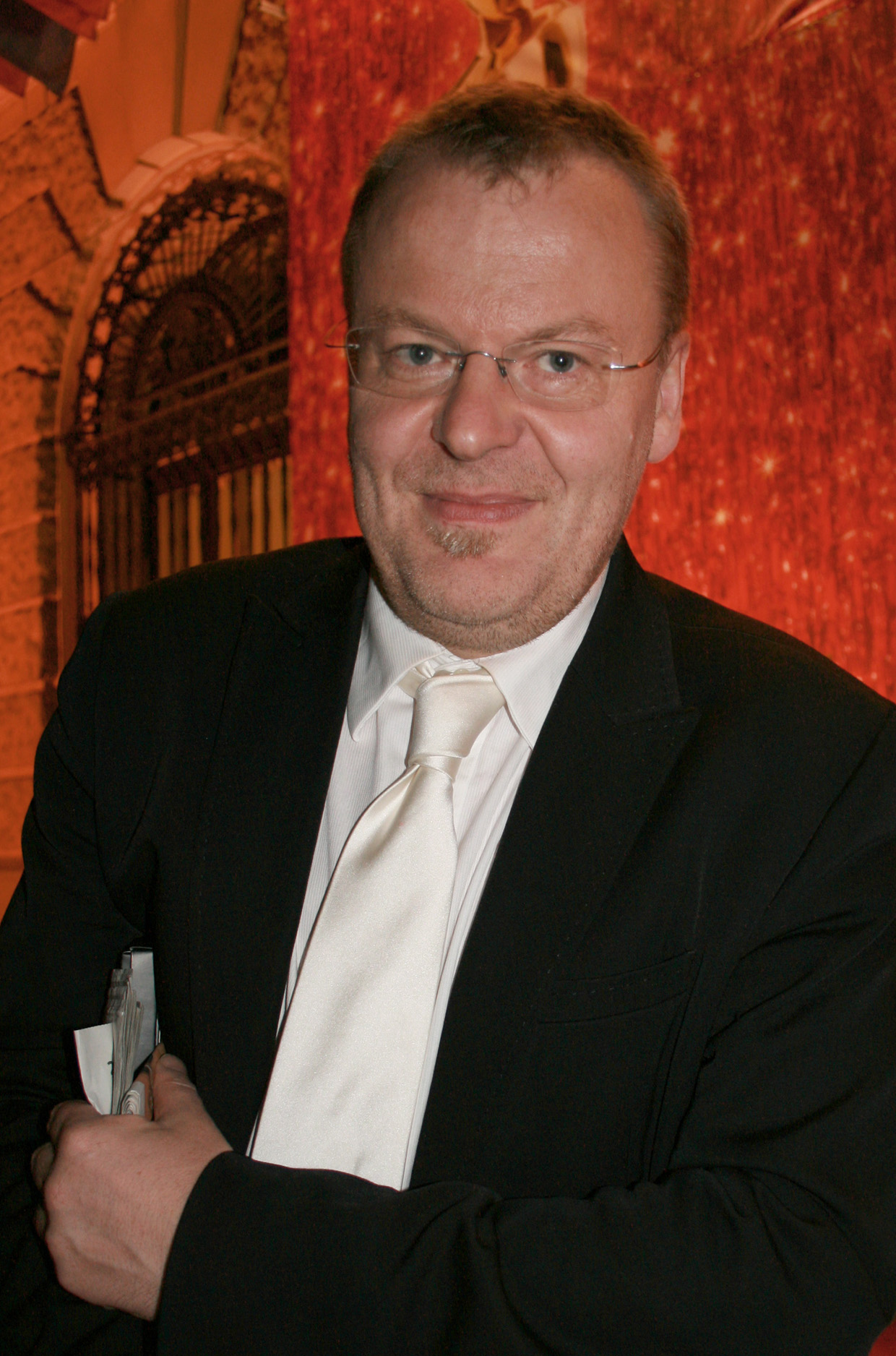
2008: Stefan Ruzowitzky

- 2008: Bei der Oscarverleihung 2008 erhält der österreichisch-deutsche Spielfilm Die Fälscher von Stefan Ruzowitzky über die nationalsozialistische Aktion Bernhard im Zweiten Weltkrieg den Oscar für den besten fremdsprachigen Film.

### Religion

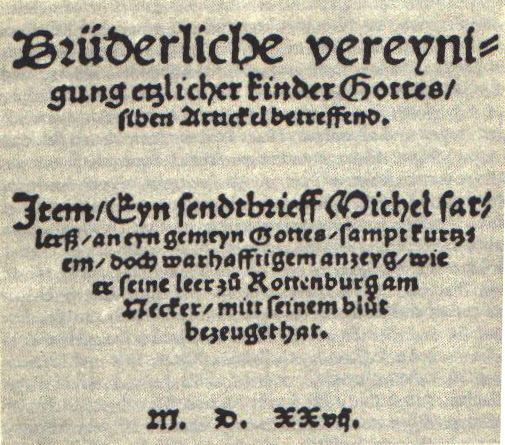
1527: Die Schleitheimer Artikel

- 1527: Bei einer von Michael Sattler einberufenen Konferenz der Täufer in Schleitheim bei Schaffhausen nehmen die Abgesandten ein Glaubensbekenntnis an, die Schleitheimer Artikel.
- 1572: Im Grazer Libell gewährt Erzherzog Karl II. den Landständen von Innerösterreich die volle Gewissens- und Religionsausübungsfreiheit.

### Katastrophen
- 1875: An der Küste von Queensland wird der Passagierdampfer Gothenburg von einem Zyklon überrascht und prallt auf Felsen des Great Barrier Reef. Das Schiff sitzt auf den Felsen fest und wird langsam geflutet. 113 Menschen sterben.
- 1942: Der unter panamaischer Flagge segelnde Dampfer Struma wird mit 781 jüdischen Flüchtlingen an Bord im Schwarzen Meer in der Nähe des Bosporus durch das sowjetische U-Boot Schtsch-213 (Щ-213) versenkt, nachdem die türkischen Behörden weder die Landung noch eine Weiterreise Richtung Palästina erlaubt haben.
- 1989: Kurz nach dem Start kommt es an Bord des United-Airlines-Flugs 811 zu einer explosiven Dekompression. Neun Passagiere werden aus dem Flugzeug geschleudert, die Maschine kann aber sicher in Honolulu landen.
- 1997: Ein Erdbeben der Stärke 6,5 sucht Turkmenistan und den Iran heim. 100 Tote sind zu beklagen.
- 2003: Ein Erdbeben der Stärke 6,3 im Uigurischen Autonomen Gebiet Xinjiang wird aus der Volksrepublik China gemeldet, es kostet 261 Menschenleben.
- 2004: In Marokko ereignet sich ein Erdbeben der Stärke 6,3 mit Epizentrum in der Straße von Gibraltar, das 600 Tote verursacht.

Kleinere Unglücksfälle sind in den Unterartikeln von Katastrophe und in der Liste von Katastrophen aufgeführt.

### Natur und Umwelt
- 2005: Ein Großteil der berühmten Formation Wissower Klinken an der Jasmunder Kreideküste der Insel Rügen stürzt in die Ostsee.

### Sport
- 1883: Der Radsportverein Wiener Cyclistenclub wird gegründet. 1907 wird dieser nach Aufnahme der Mitglieder der Wiener Sportvereinigung in Wiener Sport-Club umbenannt.

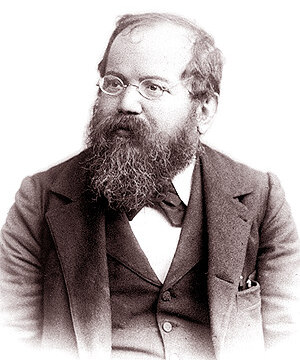
1889: Wilhelm Steinitz

- 1889: Der aus Österreich stammende US-Amerikaner Wilhelm Steinitz verteidigt in der Schach-WM seinen Weltmeistertitel im Schach durch einen Sieg mit 10,5–6,5 Punkten gegen den Russen Michail Tschigorin.
- 1910: Der schwedische Fußballverein Malmö FF wird gegründet.
- 1980: Die Eishockeynationalmannschaft der Vereinigten Staaten komplettiert ihr Miracle on Ice: Nach ihrem Sieg über die sowjetische Eishockeynationalmannschaft am 22. Februar besiegt sie auch noch Finnland in der Finalrunde der Olympischen Winterspiele in Lake Placid mit 4:2 und gewinnt damit die Goldmedaille. Mit der Schlussfeier enden schließlich die XIII. Olympischen Winterspiele in Lake Placid, New York.
- 2002: Die Olympischen Winterspiele in Salt Lake City, die am 8. Februar begonnen haben, enden mit der Schlussfeier.

Einträge von Leichtathletik-Weltrekorden befinden sich unter der jeweiligen Disziplin unter Leichtathletik.

## Geboren

### Vor dem 18. Jahrhundert
- 1103: Toba, 74. Tennō von Japan
- 1304: Ibn Battūta, arabischer Forschungsreisender
- 1360: Amadeus VII. der Rote Graf, Graf von Savoyen
- 1380: Maria von Geldern, Herzogin von Jülich und Geldern
- 1463: Giovanni Pico della Mirandola, italienischer Humanist
- 1497: Sebastian Fröschel, deutscher lutherischer Theologe

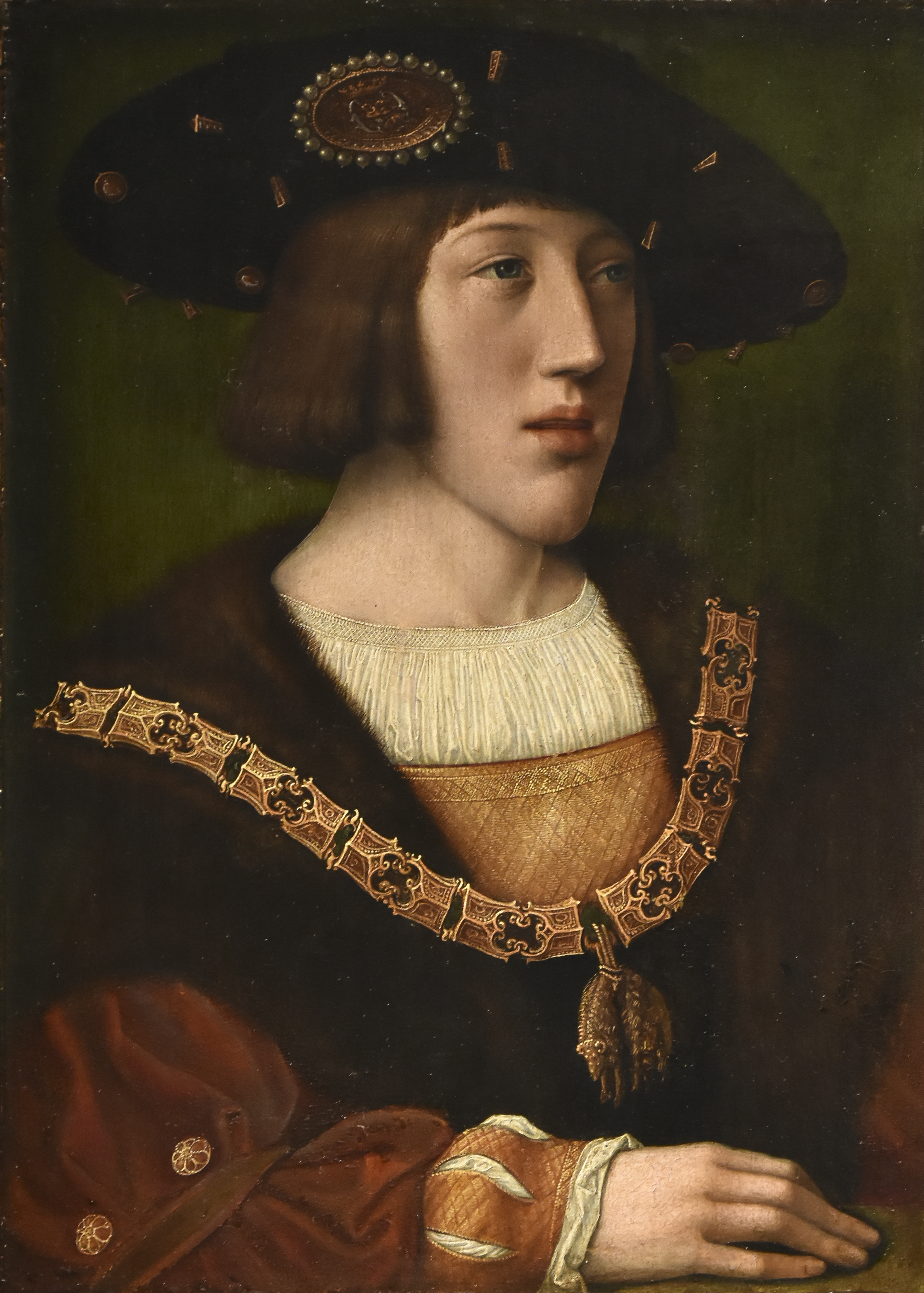
Karl V. (* 1500)

- 1500: Karl V., römisch-deutscher Kaiser
- 1501: Sixtus Birck, deutscher Dramatiker und Kirchenliederdichter
- 1503: Johannes Gropper, deutscher katholischer Theologe, Jurist und Kirchenpolitiker
- 1511: Matthias Wanckel, deutscher evangelisch-lutherischer Theologe
- 1515: Christoph Tode, Bürgermeister der Stadt Lübeck
- 1535: Éléonore de Roye, Fürstin von Condé
- 1536: Clemens VIII., Papst
- 1547: Juan de Austria, Sohn Karl V., Befehlshaber der spanischen Flotte und Statthalter der habsburgischen Niederlande
- 1557: Matthias, Kaiser des Heiligen Römischen Reiches, Erzherzog von Österreich
- 1567: Heinrich Matthias von Thurn, Hauptführer des böhmischen Aufstandes
- 1580: Matthias Hoë von Hoënegg, deutscher lutherischer Theologe
- 1587: Johann Bergius, deutscher reformierter Theologe
- 1587: Antoine de Boësset, französischer Komponist
- 1604: Arcangela Tarabotti, venezianische Nonne und Schriftstellerin

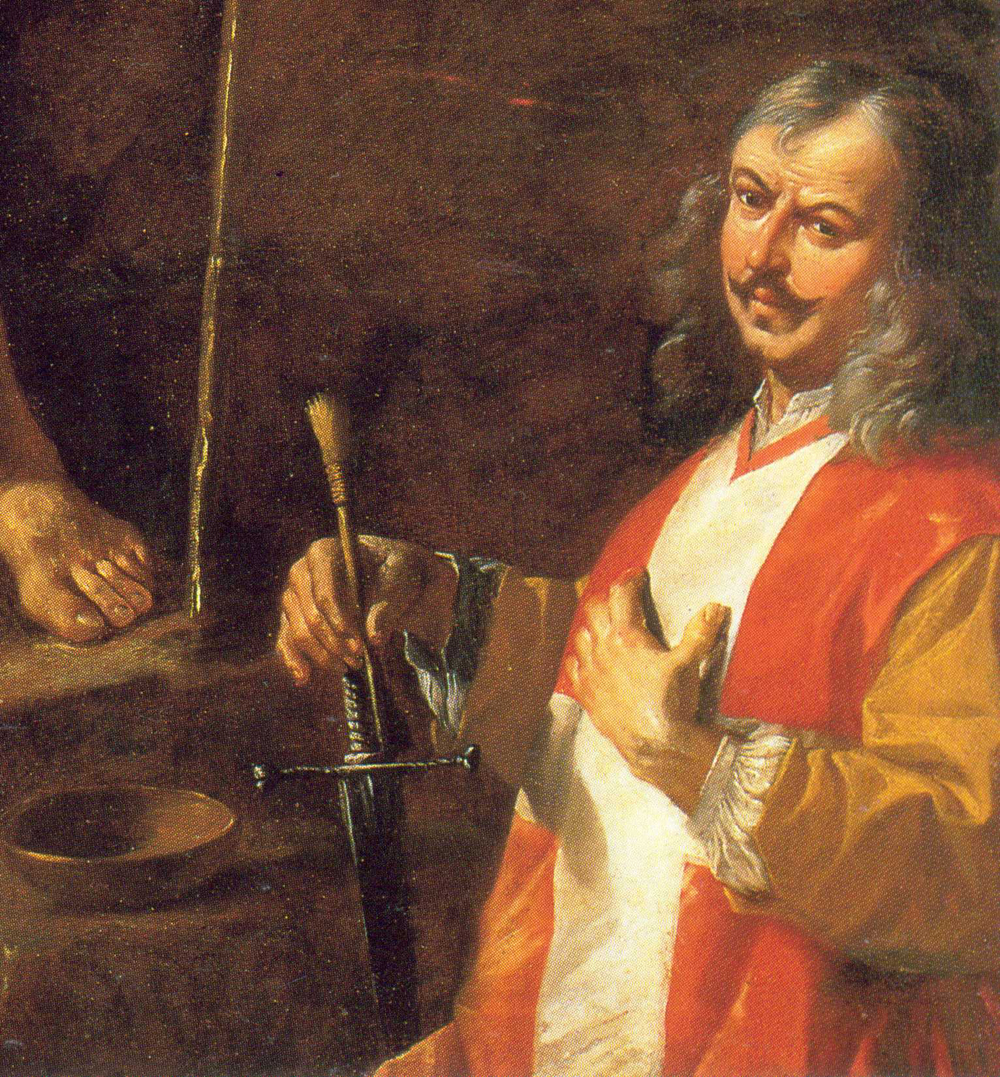
Mattia Preti (* 1613)

- 1613: Mattia Preti, italienischer Maler und Malteserritter
- 1619: Charles Le Brun, französischer Maler und Ornamentenzeichner
- 1621: Sibylla Schwarz, deutsche Barockdichterin
- 1622: Johannes Clauberg, deutscher Theologe und Philosoph
- 1640: Michiel ten Hove, Ratspensionär der Staaten von Holland und Westfriesland
- 1645: Franz I. Rákóczi, Fürst von Siebenbürgen
- 1661: François Desportes, französischer Maler
- 1663: Ambrosius Stegmann, deutscher Mediziner
- 1679: Georg Friedrich Kauffmann, deutscher Organist und Komponist
- 1679: Johann Reinhard Rus, deutscher orientalischer Philologe, Gräzist und evangelischer Theologe
- 1693: Andreas Georg Wähner, deutscher Orientalist
- 1694: Bartolomeo Altomonte, polnisch-österreichischer Maler
- 1699: Rahel Louise von Hoym, Großgrundbesitzerin im Kurfürstentum Sachsen

### 18. Jahrhundert

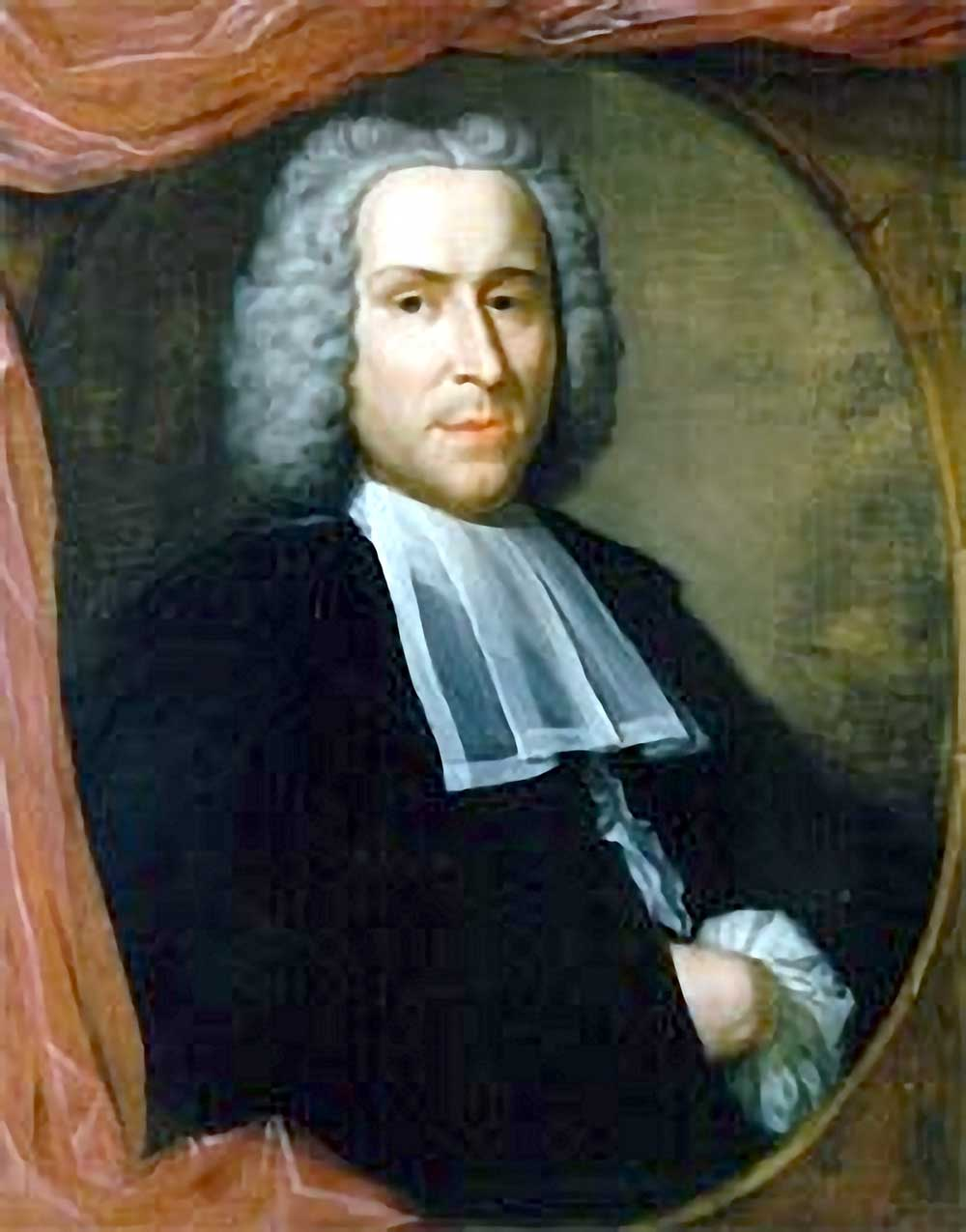
Hieronymus David Gaub (* 1705)

- 1705: Hieronymus David Gaub, deutscher Mediziner und Chemiker
- 1706: Mathias Bahil, ungarischer reformierter Geistlicher
- 1707: Sven Lagerbring, schwedischer Historiker
- 1709: Jacques de Vaucanson, französischer Ingenieur, Erfinder und Flugpionier
- 1718: George Rodney, 1. Baron Rodney, britischer Flottenadmiral
- 1722: John Burgoyne, britischer General und Schriftsteller
- 1728: Franz Josef Aumann, österreichischer Komponist
- 1730: Peter Dollond, britischer Optiker
- 1734: Asaf Jah II., indischer Adeliger
- 1736: Karl Alexander, Markgraf von Brandenburg-Ansbach und Brandenburg-Bayreuth
- 1745: Fjodor Fjodorowitsch Uschakow, russischer Marineoffizier und Admiral
- 1746: Uno von Troil, schwedischer lutherischer Theologe und Erzbischof von Uppsala
- 1750: Miklós Révai, ungarischer Sprachwissenschaftler, Hochschullehrer, Zeichner und Schriftsteller
- 1753: Henri-Pierre Danloux, französischer Maler
- 1753: Gerhard Philipp Heinrich Norrmann, deutscher Jurist und Hochschullehrer
- 1754: Johann Jakob von Wittgenstein, deutscher Jurist, Kaufmann, Bankier und Politiker
- 1755: Ferdinand Kunz, deutscher Hochschullehrer
- 1755: Karl von Müller-Friedberg, Schweizer Diplomat und Staatsmann
- 1755: Clementinus Schmitz, deutscher Franziskaner, der als Wunderheiler verehrt wurde
- 1759: Jean-Jacques Dony, Lütticher Erfinder und Unternehmer
- 1759: Adrien Duport, französischer Politiker
- 1766: Friedrich Wilhelm von Ketelhodt, deutscher Jurist, Diplomat und Kanzler von Schwarzburg-Rudolstadt
- 1771: Johann Baptist Cramer, britischer Pianist und Komponist
- 1772: William Harris Crawford, US-amerikanischer Politiker
- 1772: Gustav Dietrich von Oertzen, mecklenburgischer Landrat
- 1773: Johann Nepomuk von Chotek, böhmischer Kunstmäzen
- 1773: Charlotte Kanitz, deutsche Schriftstellerin
- 1774: Ignaz Maria Graf von Attems-Heiligenkreuz, österreichischer Geheimer Rat und Landeshauptmann der Steiermark
- 1774: Adolphus Frederick, 1. Duke of Cambridge, britischer Feldmarschall
- 1777: Mathias Weber, österreichischer Orgelbauer
- 1778: Karl Heinrich Ferdinand Schütze, deutscher Unternehmer, Politiker und Abgeordneter
- 1779: Johann Ernst Hoyos-Sprinzenstein, österreichischer Hofbeamter, Grundbesitzer und Militär
- 1786: Wilhelm Grimm, deutscher Sprachwissenschaftler und Schriftsteller
- 1788: Johan Christian Clausen Dahl, norwegischer Landschaftsmaler
- 1790: Hall J. Kelley, US-amerikanischer Schriftsteller und Lehrer
- 1799: Siegfried Wilhelm Dehn, deutscher Musiktheoretiker und Kontrapunktlehrer

### 19. Jahrhundert

#### 1801–1850
- 1801: Ludwig Gruner, deutscher Kupferstecher und Direktor des Dresdner Königlichen Kupferstich-Kabinetts
- 1806: Julie Pfannenschmidt, deutsche Schriftstellerin
- 1808: John Wise, US-amerikanischer Ballonfahrer
- 1809: Edwin von Manteuffel, preußischer Generalfeldmarschall
- 1811: Edward Dickinson Baker, US-amerikanischer Politiker

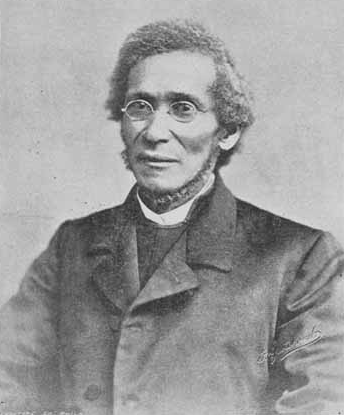
Daniel Payne (* 1811)

- 1811: Daniel Payne, US-amerikanischer Bischof, erster afroamerikanischer College-Präsident
- 1811: Friedrich Daniel Bassermann, deutscher Unternehmer, Verleger, Politiker und Abgeordneter
- 1814: Wilhelm Benque, Landschaftsgärtner und Gartenarchitekt
- 1814: Henry Kirke Brown, US-amerikanischer Bildhauer
- 1817: Auguste-Alexandre Ducrot, französischer General
- 1821: Franz Josef von Denzinger, deutscher Architekt und Kirchenbaumeister
- 1821: Rosa Warrens, schwedisch-deutsche Dichterin und Übersetzerin
- 1825: Jules Girard, französischer Literaturwissenschaftler
- 1826: Rosa Flesch, Gründerin der Waldbreitbacher Franziskanerinnen von der allerseligsten Jungfrau Maria von den Engeln
- 1827: Lydia Becker, britische Frauenrechtlerin und Verlegerin
- 1828: Ferdinand Christian Gustav Arnold, deutscher Botaniker
- 1829: Friedrich Spielhagen, deutscher Schriftsteller
- 1830: Karolína Světlá, tschechische Schriftstellerin

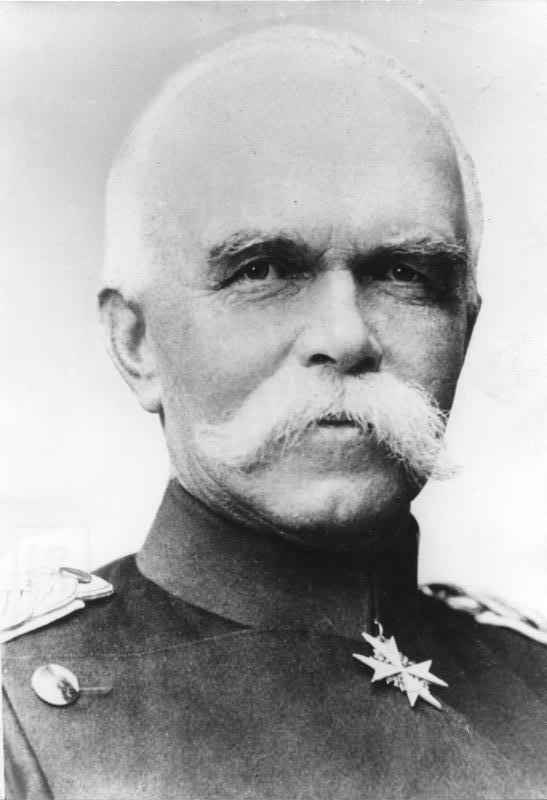
Leo Graf von Caprivi (* 1831)

- 1831: Leo von Caprivi, preußischer General, Staatsmann und Reichskanzler
- 1833: Eduard Taaffe, österreichischer Staatsmann und Sozialreformer
- 1835: Julius Vogel, Premierminister von Neuseeland
- 1836: Anna Forcke, Diakonisse und als Oberin Leiterin der Henriettenstiftung in Hannover
- 1836: Winslow Homer, US-amerikanischer Maler
- 1838: Eracle Arion, rumänischer General
- 1841: Carl Graebe, deutscher Chemiker
- 1842: Arrigo Boito, italienischer Schriftsteller und Komponist
- 1843: Teófilo Braga, portugiesischer Literat und Staatsmann
- 1846: Luigi Denza, italienischer Komponist.
- 1846: Otto Lessing, deutscher Bildhauer
- 1849: Franz Skarbina, deutscher Maler des Impressionismus, Zeichner, Radierer und Illustrator
- 1850: Mari Jászai, ungarische Schauspielerin
- 1850: Johann Lachmayr, österreichischer Orgelbauer

#### 1851–1900
- 1852: Konrad Beyrich, deutscher Forschungsreisender und Naturkundler
- 1852: George Moore, irischer Schriftsteller

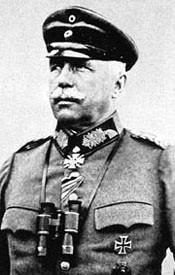
Johannes von Eben (* 1855)

- 1855: Johannes von Eben, preußischer Offizier, deutscher General
- 1858: Marie Louise von Larisch-Wallersee, deutsche Nichte der Kaiserin Elisabeth von Österreich
- 1859ː Mathilde Mann, deutsche Übersetzerin und Lektorin
- 1859: Wilhelm Schmid, deutscher Altphilologe
- 1860: Emil Rumpf, deutscher Maler und Illustrator
- 1861: Antonina Leonardowna Rschewskaja, russische bzw. sowjetische Malerin
- 1862: Harry Puder, deutscher Offizier
- 1864: Émile-Marie Bunoz, französischer Ordensgeistlicher
- 1864: José Pardo y Barreda, peruanischer Präsident
- 1865: Max Askanazy, Schweizer Pathologe und Onkologe
- 1865: Simon von Nathusius, deutscher Tierwissenschaftler
- 1866: Hubert Van Innis, belgischer Bogenschütze und Olympiasieger
- 1867: Karl Schönherr, österreichischer Dramatiker
- 1869: Joseph Saucier, kanadischer Sänger, Chorleiter und Pianist
- 1870: Oskar Böhme, deutsch-russischer Trompeter und Komponist
- 1870: Gustav Kirstein, deutscher Verleger
- 1870: Jules Saliège, Erzbischof von Toulouse und Kardinal

Hedwig Dransfeld (* 1871)

- 1871: Hedwig Dransfeld, deutsche katholische Frauenrechtlerin und Politikerin
- 1872: Caroline Ransom Williams, US-amerikanische Ägyptologin und klassische Archäologin
- 1873: Friedrich Julius Bieber, österreichischer Afrikaforscher und Ethnologe
- 1874: Honus Wagner, US-amerikanischer Baseballspieler
- 1875: Konstantin Hierl, deutscher Offizier, Politiker und Funktionär der NS-Zeit, Reichsarbeitsführer
- 1876ː Martha Cunz, Schweizer Malerin
- 1876: Rudolf Grashey, deutscher Radiologe und Arzt
- 1877: Rudolph Ganz, Schweizer Komponist, Pianist und Dirigent
- 1877: Emil Gutmann, österreichischer Konzertunternehmer
- 1881: Per Askim, norwegischer Marineoffizier
- 1881: Gustav Steinbömer, deutscher Schriftsteller, Dramaturg und Kritiker
- 1882: Karl Fahrenhorst, deutscher Journalist, Gewerkschafter und Politiker, MdL, MdR
- 1883: Amleto Giovanni Cicognani, italienischer Kardinalstaatssekretär und Kardinaldekan
- 1884: William Theodore Heard, britischer Kurienkardinal aus Schottland

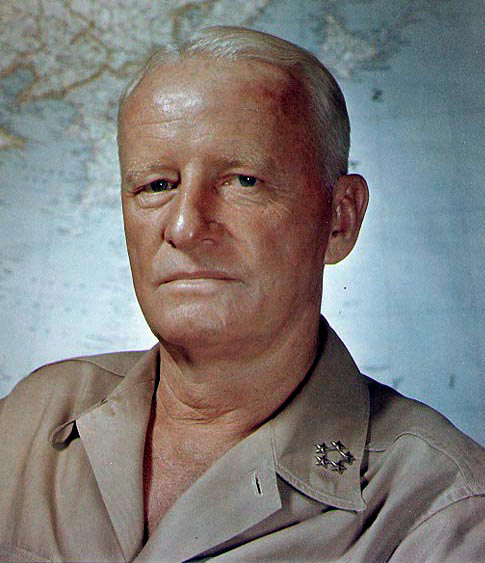
Chester W. Nimitz (* 1885)

- 1885: Chester W. Nimitz, US-amerikanischer Flottenadmiral, Oberbefehlshaber im Pazifik, Chef der Marineoperationen
- 1885: Stanisław Ignacy Witkiewicz, polnischer Maler und Schriftsteller
- 1887: Mary Ellen Chase, US-amerikanische Schriftstellerin
- 1887: Boris Kostić, serbischer Schachmeister
- 1887: Margarete Wendt, deutsche Künstlerin, Designerin und Unternehmerin
- 1889: Albin Stenroos, finnischer Langstreckenläufer, Olympiasieger
- 1892: Konstantin Alexandrowitsch Fedin, russischer Schriftsteller
- 1893: Gustinus Ambrosi, österreichischer Bildhauer und Lyriker
- 1894: Josef Arndgen, deutscher Politiker, MdL, Landesminister, MdB
- 1894: Douglas Copland, neuseeländisch-australischer Wirtschaftswissenschaftler und Diplomat
- 1895: Nat W. Finston, US-amerikanischer Komponist und Dirigent
- 1895: Wsewolod Wjatscheslawowitsch Iwanow, russischer Schriftsteller
- 1896: Richard Thorpe, US-amerikanischer Filmregisseur
- 1897: Matija Bravničar, slowenischer Komponist
- 1897: Henri Frankfort, niederländischer Archäologe, Altorientalist und Ägyptologe
- 1898: Gerald Frank Anderson, britischer Schachkomponist und Jagdflieger
- 1898: Hubert Houben, deutscher Leichtathlet und Olympiateilnehmer
- 1898: Alois Podhajsky, bosnischer Leiter der Spanischen Hofreitschule
- 1898: Kurt Tank, deutscher Ingenieur, Flugzeugkonstrukteur und Flieger
- 1899: Michail Michailowitsch Gromow, sowjetischer Pilot und Flugzeugtester
- 1899: Helmut Kolle, deutscher Maler
- 1900: Jimmy Bertrand, US-amerikanischer Jazz- und Blues-Schlagzeuger

### 20. Jahrhundert

#### 1901–1925

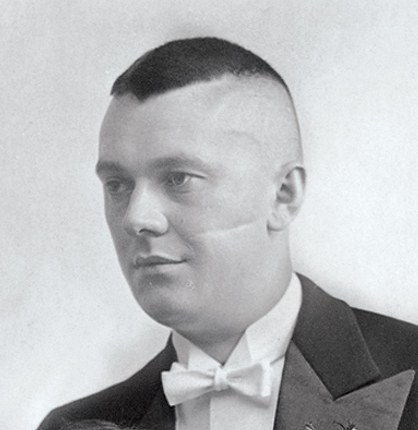
Franz Burda (* 1903)

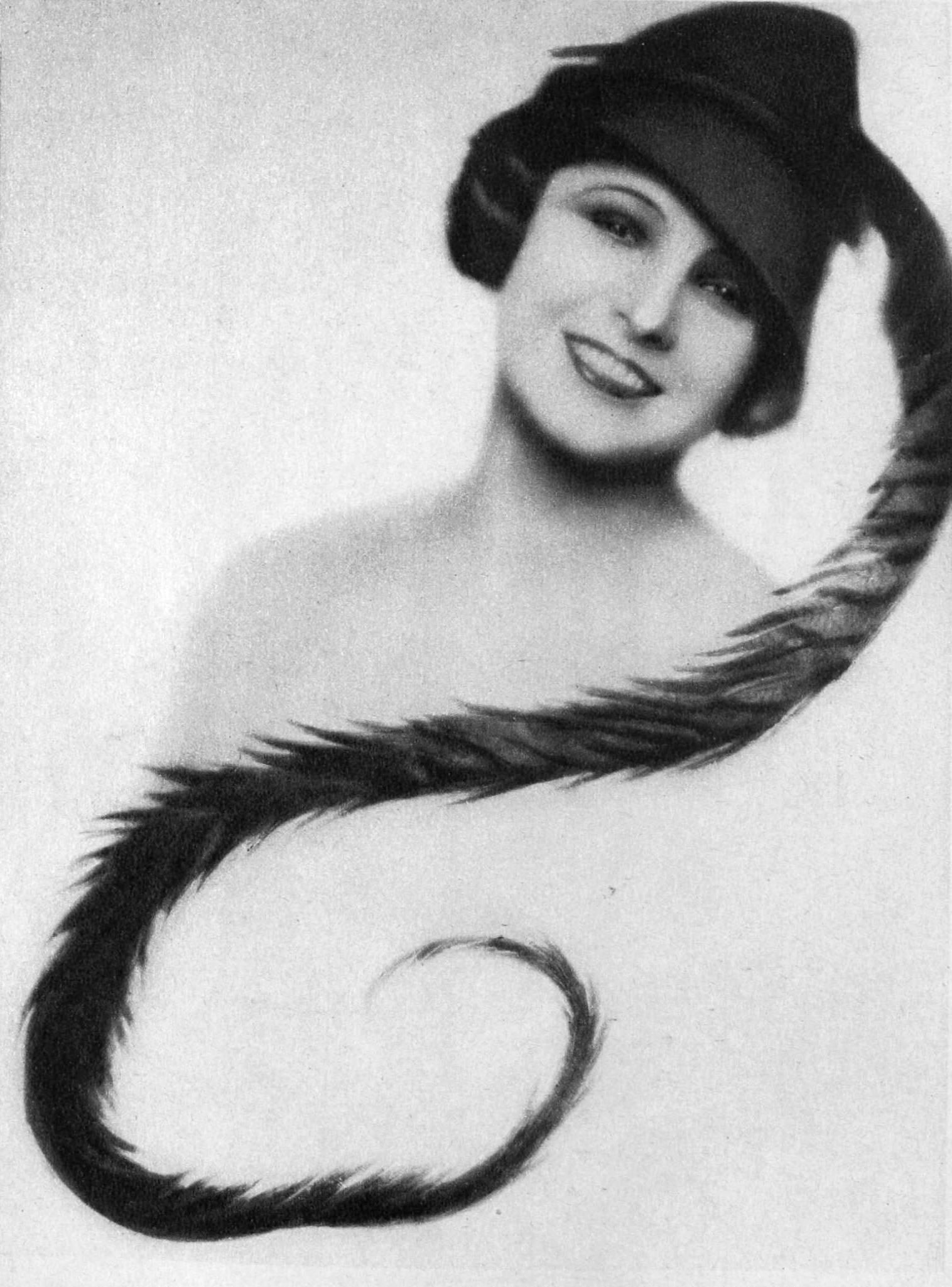
La Jana (* 1905)

- 1902: Richard Alewyn, deutscher Germanist und Literaturkritiker
- 1902: Herbert Warnke, deutscher Politiker, MdR, Vorsitzender des FDGB, Mitglied des Politbüros des ZK der SED
- 1903: Franz Burda, deutscher Verleger, Begründer des Burda-Verlags
- 1903: Theodore Roosevelt Schellenberg, US-amerikanischer Archivwissenschaftler
- 1904: Maitland Farmer, kanadischer Organist, Cembalist und Musikpädagoge
- 1905: Karin Peckert-Forsman, estnische Skirennläuferin
- 1905: La Jana, deutsche Tänzerin und Schauspielerin
- 1906: Berthold Markgraf von Baden, Chef des Hauses von Baden
- 1909: Abu al-Qasim asch-Schabbi, tunesischer Dichter
- 1909: Max Black, US-amerikanischer Philosoph
- 1909: August Derleth, US-amerikanischer Autor, Verleger und Verfasser von Anthologien
- 1909: Ernst Falkner, deutscher Politiker, MdB
- 1909: Heinrich Härtle, deutscher Publizist
- 1909: Will Höhne, deutscher Schlagersänger
- 1909: Hans Joachim Stoebe, deutscher evangelischer Geistlicher und Hochschullehrer
- 1910: Cenek Kottnauer, tschechisch-britischer Schachspieler
- 1912: Ida Krehm, kanadische Pianistin, Dirigentin und Musikpädagogin

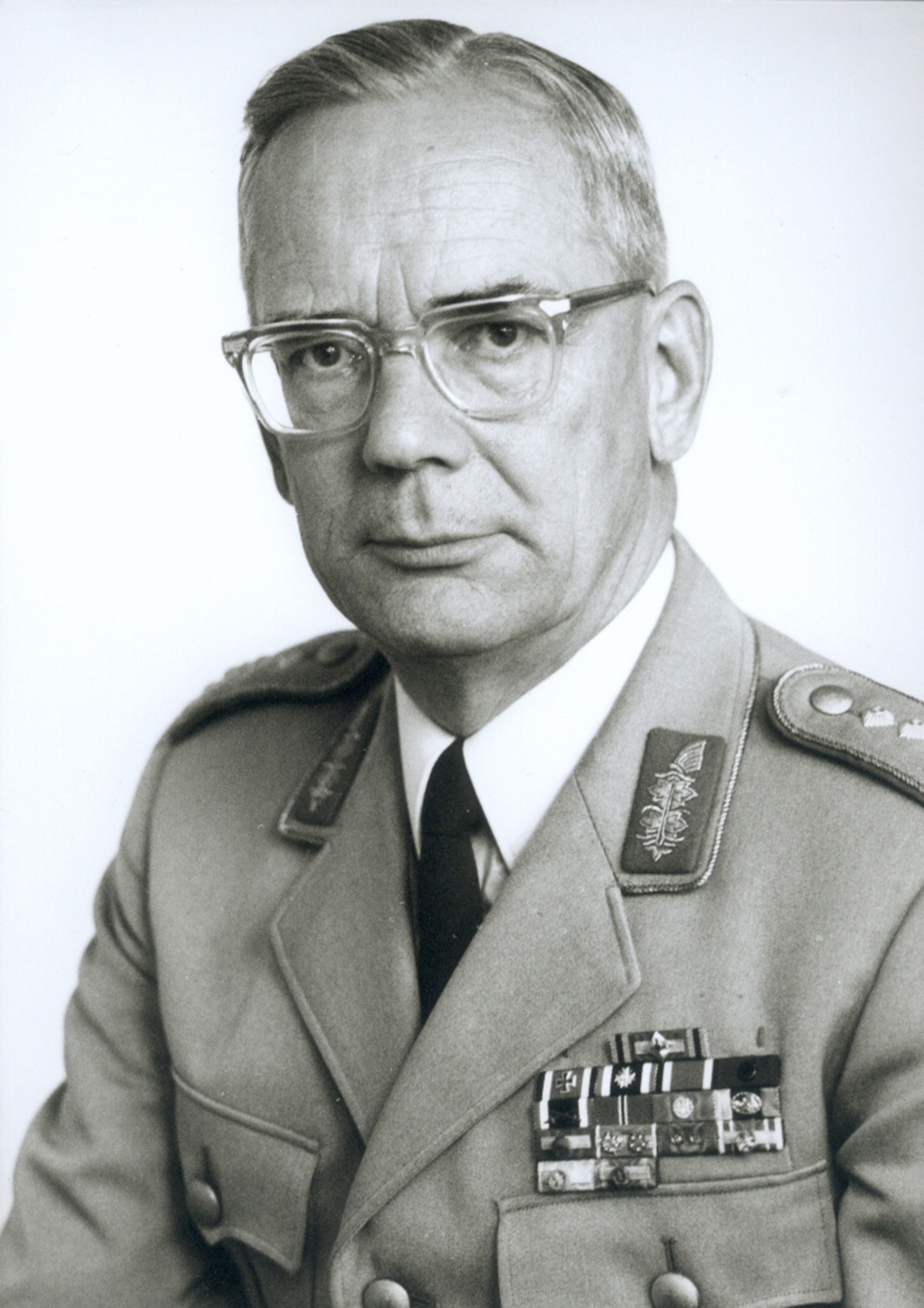
Ulrich de Maizière (* 1912)

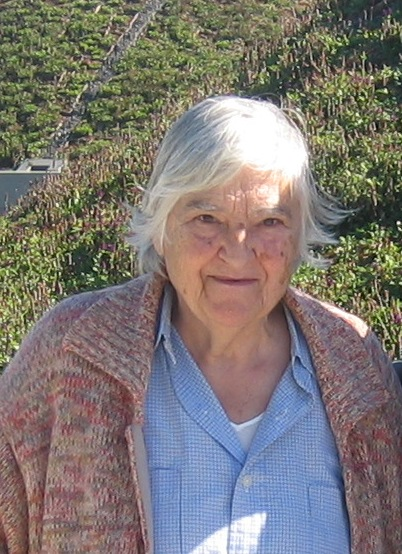
Etel Adnan (* 1925)

- 1912: Ulrich de Maizière, deutscher Offizier, Generalinspekteur der Bundeswehr, einer der Väter der Inneren Führung
- 1914: Ralph Erskine, britisch-schwedischer Architekt
- 1914: Otto von Rohr, deutscher Opernsänger (Bass)
- 1915: Anni Stolte, deutsche Schwimmerin
- 1916: Guglielmo Gabetto, italienischer Fußballspieler
- 1917: Hans Hartwig, deutscher Komponist
- 1918: Hugo Erb, Schweizer Unternehmer
- 1918: August Klingler, deutscher Fußballspieler
- 1921: Ludvík Aškenazy, tschechischer Schriftsteller, Dramatiker, und Drehbuchautor
- 1921: Ingvar Lidholm, schwedischer Komponist
- 1921: Gaston Reiff, belgischer Leichtathlet
- 1922: Richard Hamilton, britischer Maler und Grafiker
- 1922: Steven Hill, US-amerikanischer Schauspieler
- 1922: Elmar Maria Kredel, deutscher katholischer Theologe und Erzbischof von Bamberg
- 1923ː Christa Lehmann, deutsche Serienmörderin
- 1923: Klaus Mayer, deutscher katholischer Priester, Initiator für die Chagall Fenster zu St. Stephan in Mainz
- 1923: David Soyer, US-amerikanischer Cellist und Musikpädagoge
- 1925: Etel Adnan, libanesische Schriftstellerin und Malerin
- 1925: Hans Ambrosi, deutscher Winzer

#### 1926–1950
- 1926: Dieter Engelhardt, deutscher Marathonläufer

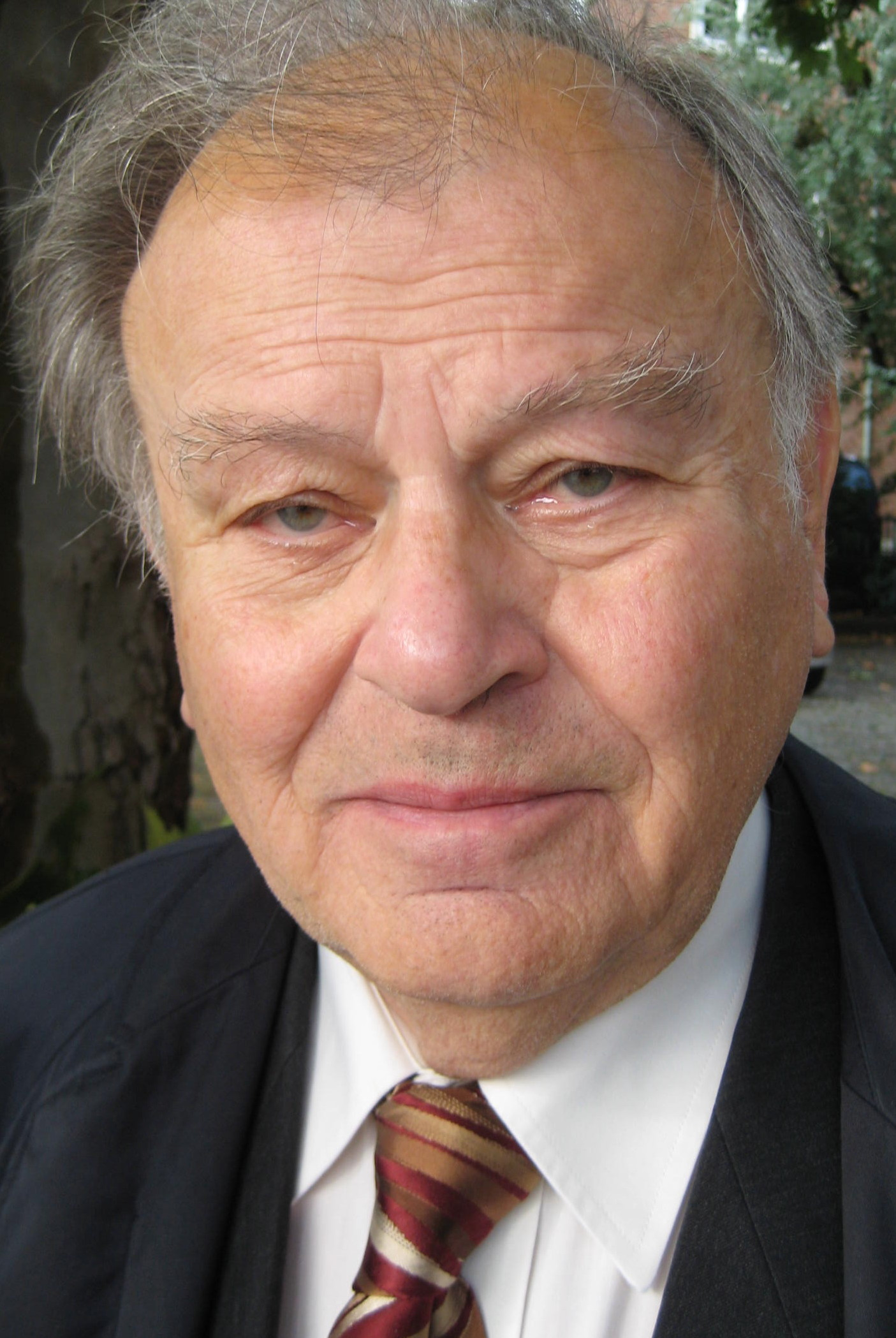
Erich Loest (* 1926)

- 1926: Erich Loest, deutscher Schriftsteller
- 1927: Earl Peterson, US-amerikanischer Country-Musiker
- 1927: Emmanuelle Riva, französische Schauspielerin
- 1927: Ernst Sieber, Schweizer Autor, Pfarrer und Leiter eines Sozialwerks
- 1927: Karl-Heinz Spikofski, deutscher Fußballspieler und -trainer
- 1928: Juan Allende-Blin, chilenisch-deutscher Komponist
- 1928: Ursel Burmeister, deutsche Handballspielerin
- 1928: Al Lettieri, US-amerikanischer Schauspieler
- 1929: Zdzisław Beksiński, polnischer Maler und Grafiker
- 1929: André Gunder Frank, deutscher Ökonom
- 1931: James Abourezk, US-amerikanischer Politiker
- 1931: Raymond Lopez, französischer Autorennfahrer
- 1931: Uri Orlev, israelischer Kinderbuchautor
- 1932: Michel Legrand, französischer Komponist und Pianist
- 1932: Zell Miller, US-amerikanischer Politiker
- 1932: John Vernon, kanadischer Schauspieler
- 1934: Frank Brazier, australischer Radrennfahrer
- 1934: Bettino Craxi, italienischer Ministerpräsident
- 1934: Klaus Darga, deutscher Schachspieler
- 1934: Renata Scotto, italienische Sopranistin

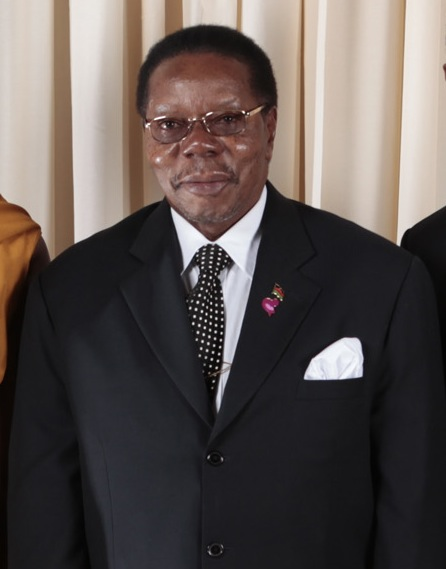
Bingu wa Mutharika (* 1934)

- 1934: Bingu wa Mutharika, Volkswirtschaftler und Präsident von Malawi
- 1934: Erich Pawlu, deutscher Autor
- 1934: George Ryan, US-amerikanischer Politiker, Gouverneur von Illinois
- 1935: Peter Schukraft, deutscher Fußballspieler
- 1936: Klaus Eickhoff, deutscher evangelischer Theologe, Evangelist, Gemeindeberater und Autor
- 1936: Armin Halle, deutscher Journalist, Moderator und Medientrainer
- 1936: Mohamed Maouche, algerisch-französischer Fußballspieler und -trainer
- 1936: Lance Reventlow, dänisch-US-amerikanischer Rennfahrer und Playboy
- 1937: Art Furrer, Schweizer Bergführer, Skilehrer und Hotelier
- 1937: Gunter Huonker, deutscher Politiker, MdB
- 1938: Emma Gaptschenko, sowjetische Bogenschützin
- 1938: Jürgen Günther, deutscher Comiczeichner
- 1938: Philip Knight, US-amerikanischer Unternehmer, Gründer von Nike Inc.
- 1939: Marisa Mell, österreichische Schauspielerin
- 1939: John Neumeier, US-amerikanischer Choreograf
- 1940: Denis Law, schottischer Fußballspieler
- 1940: Ludwig Leitner, deutscher Skirennläufer
- 1940: Bruno Nicolè, italienischer Fußballspieler
- 1940: Yüksel Pazarkaya, deutsch-türkischer Schriftsteller und Übersetzer
- 1940: Guy Périllat, französischer Skirennläufer
- 1940: Reinhold Thode, deutscher Jurist, Richter am Bundesgerichtshof
- 1942: Chris Doerk, deutsche Schlagersängerin
- 1942: Volker Jung, deutscher Politiker, MdB
- 1942: Joe Lieberman, US-amerikanischer Politiker und Senator von Connecticut
- 1942: Anita Rottmüller-Wörner, deutsche Leichtathletin und Olympiateilnehmerin
- 1942: Bernd Rupp, deutscher Fußballspieler
- 1942: Gayatri Chakravorty Spivak, indische Literaturwissenschaftlerin
- 1942: Keto von Waberer, deutsche Schriftstellerin
- 1943: Pablo Milanés, kubanischer Liedermacher
- 1943: Gigi Meroni, italienischer Fußballspieler
- 1944: Rolf Henrich, deutscher Rechtsanwalt, Autor und Regimekritiker der DDR
- 1944: Nicky Hopkins, britischer Rockmusiker, Pianist
- 1944ː Heidemarie Unterreiner, österreichische Politikerin, Abgeordnete zum Nationalrat

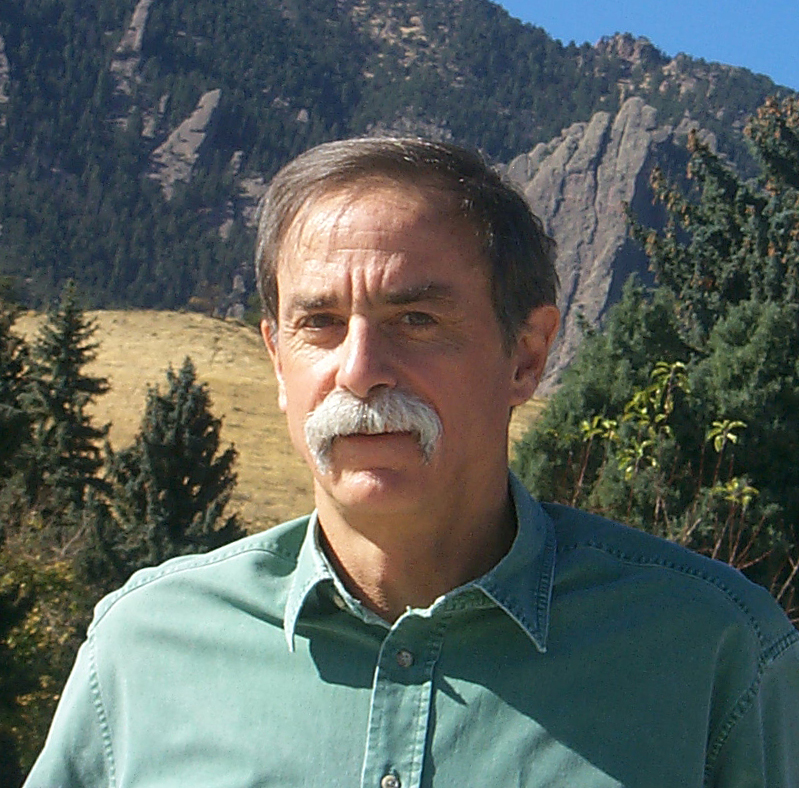
David Wineland (* 1944)

- 1944: David Wineland, US-amerikanischer Physiker und Nobelpreisträger
- 1945: Giorgio Bambini, italienischer Boxer
- 1945: Helmut Rauber, deutscher Politiker MdL, MdB
- 1945: Collin Walcott, US-amerikanischer Perkussionist und Sitarspieler
- 1946: Sergio Gori, italienischer Fußballspieler
- 1946: Michael Radford, britischer Filmregisseur
- 1946: Markus Zürcher, Schweizer Künstler, Vertreter der Konzeptkunst und des Minimalismus
- 1948: Thomas Anz, deutscher Professor
- 1948: Jürgen Jendrossek, deutscher Fußballspieler
- 1948: Bernhard R. Kroener, deutscher Militärhistoriker
- 1948: Tim Staffell, britischer Sänger und Bassist
- 1948: Walter Smith, schottischer Fußballspieler und -trainer
- 1949: Thomas Weisbecker, deutscher Terrorist und Mitglied der Bewegung 2. Juni
- 1950: Miguel Arias Cañete, spanischer Politiker
- 1950: Richard Bandler, US-amerikanischer Psychologe und Mitentwickler der neurolinguistischen Programmierung (NLP)
- 1950: Klaus Brusch, deutscher Fußballspieler
- 1950: Michael Greiling, deutscher Schauspieler
- 1950: George Thorogood, US-amerikanischer Bluesrock-Musiker

#### 1951–1975
- 1951: Tony Holiday, deutscher Schlagersänger und Texter
- 1951: Klaus Niedzwiedz, deutscher Automobilrennfahrer und Fernsehmoderator
- 1951: John Ogonowski, US-amerikanischer Pilot
- 1951: Debra Jo Rupp, US-amerikanische Schauspielerin
- 1951: Gabriele Schnaut, deutsche Sopranistin
- 1951: Martin Seifert, deutscher Schauspieler
- 1951: Helen Shaver, kanadische Schauspielerin
- 1952: Jadwiga Rappé, polnische Sängerin
- 1952: Bruno Zuppiger, Schweizer Politiker
- 1953: Selman Ada, türkischer Pianist, Dirigent und Komponist
- 1953: Karl-Heinz Schroff, deutscher Fußballspieler
- 1954: Katharina Landgraf, deutsche Politikerin, MdL, MdB
- 1954: Plastic Bertrand, belgischer New-Wave-Musiker
- 1955: Annelie Buntenbach, deutsche Politikerin

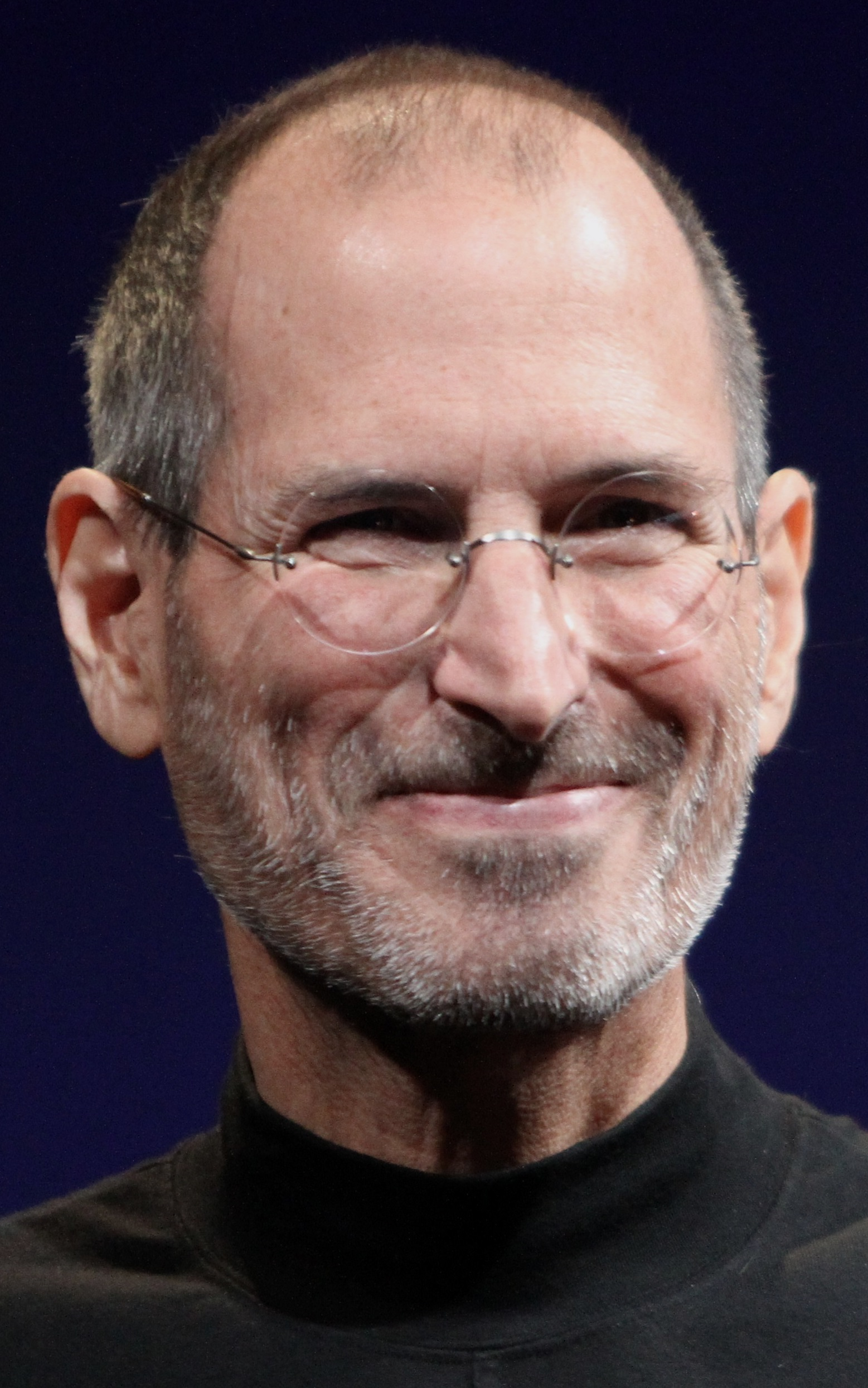
Steve Jobs (* 1955)

- 1955: Steve Jobs, US-amerikanischer Unternehmer, Computerpionier und Mitgründer von Apple Inc. und Pixar Inc.
- 1955: Alain Prost, französischer Formel-1-Rennfahrer
- 1956: Judith Butler, US-amerikanische Philosophin und Philologin, Vertreterin des Poststrukturalismus
- 1956: Alfred Nussbaumer, österreichischer Mathematiker, Physiker, Informatiker und Autor
- 1957: Bernhard Lang, österreichischer Komponist und Improvisator
- 1957: İsa Qəmbər, aserbaidschanischer Politiker, Staatspräsident
- 1957: Philippe Vandevelde, belgischer Comiczeichner
- 1958: Ray Cokes, britischer Radio- und Fernsehmoderator
- 1958: Sammy Kershaw, US-amerikanischer Country-Sänger
- 1958: Mark Moses, US-amerikanischer Schauspieler
- 1959: Pirmin Bischof, Schweizer Politiker
- 1960: Paul Alfred Kleinert, deutscher Schriftsteller, Herausgeber und Übersetzer
- 1961: Giancarlo Corradini, italienischer Fußballspieler und -trainer
- 1961: Juana-Maria von Jascheroff, deutsche Schauspielerin, Synchronsprechern und Reinkarnationstherapeutin

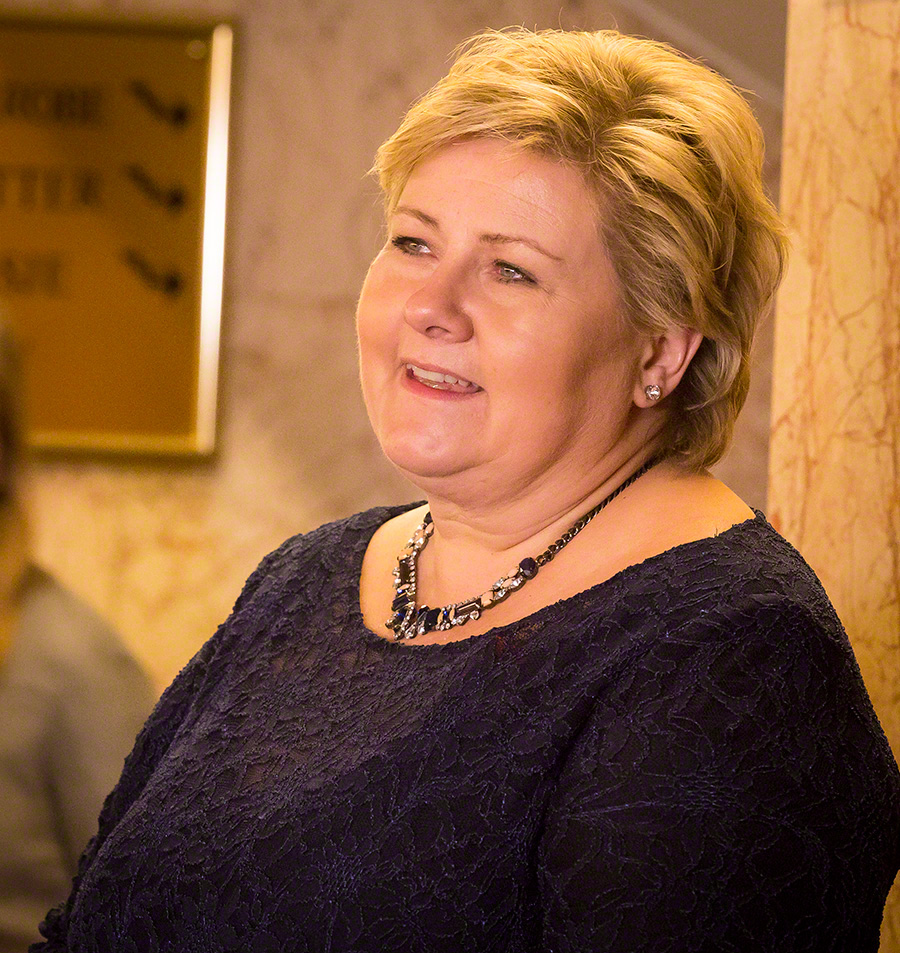
Erna Solberg (* 1961)

- 1961: Erna Solberg, norwegische Politikerin, Abgeordnete, Ministerin
- 1962: Matthias Augustin, deutscher Arzt, Wissenschaftler und Hochschullehrer
- 1962: John Bemme, deutscher Fußballspieler
- 1962: Ari Hjelm, finnischer Fußballspieler
- 1962: Outi Mäenpää, finnische Schauspielerin
- 1962: Michelle Shocked, US-amerikanische Folk-Sängerin und Songwriterin
- 1962: Teri Weigel, US-amerikanische Schauspielerin, Fotomodell und Pornodarstellerin
- 1963: Françoise Bozon, französische Skirennläuferin
- 1963: Dene O’Kane, neuseeländischer Snookerspieler
- 1964: Todd Field, US-amerikanischer Schauspieler, Filmregisseur und Drehbuchautor
- 1964: Ute Geweniger, deutsche Schwimmsportlerin, Olympiasiegerin
- 1964: Jörg Keßler, deutscher Fußballschiedsrichter
- 1964: Zhang Yali, chinesische Ruderin
- 1965: Harald Andler, deutscher Handballschiedsrichter
- 1965: Tone Åse, norwegische Sängerin
- 1965: Hansi Flick, deutscher Fußballspieler und -trainer
- 1965: Alessandro Gassmann, italienischer Schauspieler, Regisseur und Drehbuchautor
- 1965: Susanne Kronzucker, deutsche Journalistin und Moderatorin
- 1966: Thomas Donaubauer, deutscher Nordischer Kombinierer
- 1966: Ben Miller, britischer Schauspieler
- 1966: Billy Zane, US-amerikanischer Schauspieler

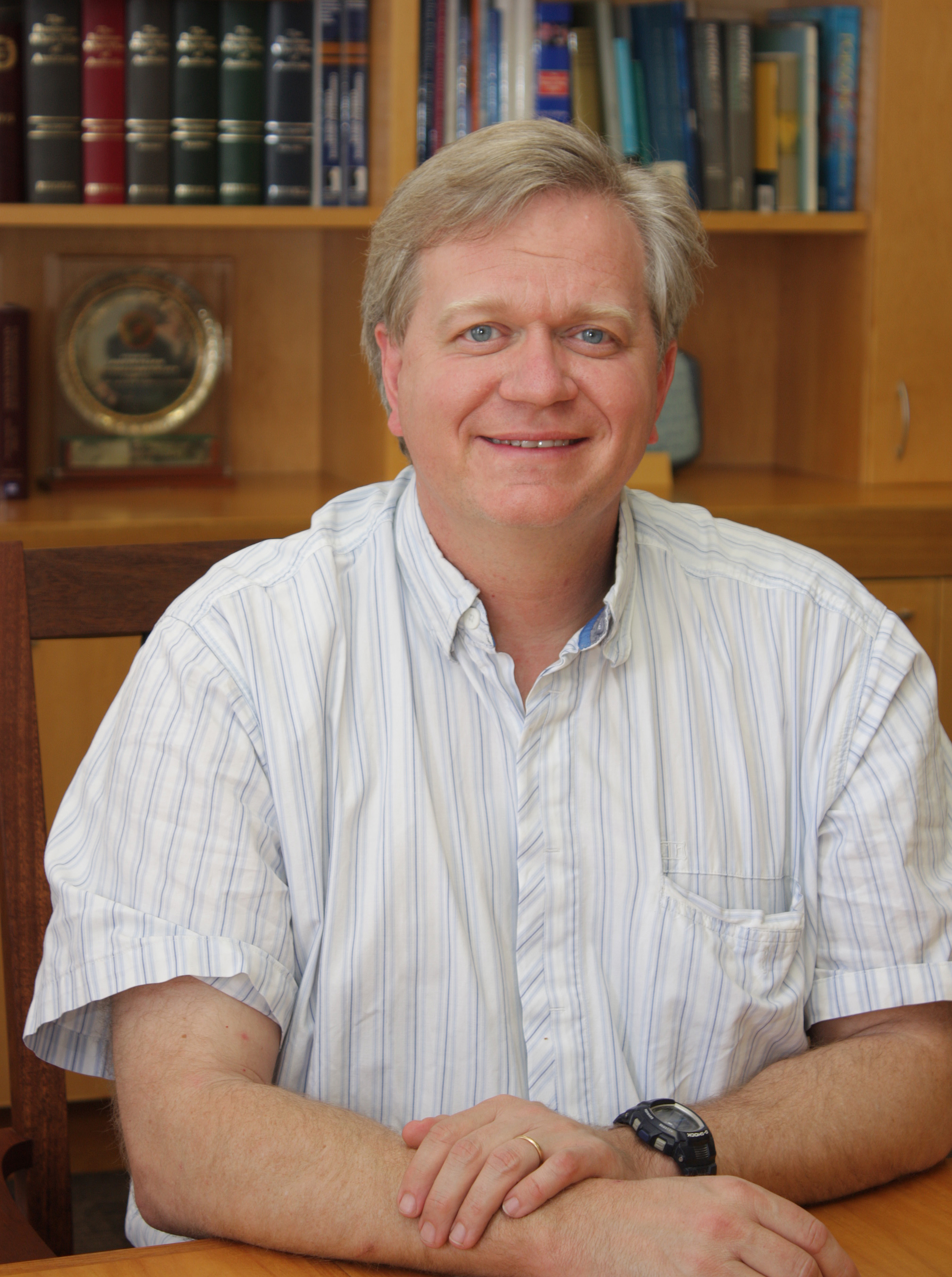
Brian P. Schmidt (* 1967)

- 1967: Rainer Atzbach, deutscher Mittelalter- und Neuzeitarchäologe
- 1967: Brian P. Schmidt, US-amerikanisch-australischer Astronom und Nobelpreisträger
- 1968: Emanuele Naspetti, italienischer Autorennfahrer
- 1968: Steven St. Croix, US-amerikanischer Schauspieler
- 1968: Martin Wagner, deutscher Fußballspieler
- 1969: Dirk Borchardt, deutscher Schauspieler
- 1969: Sonja Rom, deutsche Kamerafrau
- 1969: Katrin Schreiter, deutsche Leichtathletin
- 1969: Stefan Steinweg, deutscher Radrennfahrer
- 1970: Michael Bresagk, deutscher Eishockeyspieler
- 1970: Barbara Frale, italienische Historikerin
- 1971: Pedro de la Rosa, spanischer Formel-1-Rennfahrer
- 1971: Thomas Franck, deutscher Fußballspieler
- 1971: Moses Pelham, deutscher Rapper, Begründer des Hip-Hop-Labels 3p
- 1971: Alexander Schnell, deutscher Philosoph
- 1972: Delilah Asiago, kenianische Langstreckenläuferin
- 1972: Teodor Currentzis, griechisch-russischer Dirigent
- 1972: Manon Rhéaume, kanadische Eishockeyspielerin
- 1973: Likit Andersson, thailändisch-schwedischer Eishockeyspieler und -trainer
- 1973: Chris Fehn, US-amerikanischer Musiker (Slipknot)
- 1973: Sonja Oberem, deutsche Leichtathletin

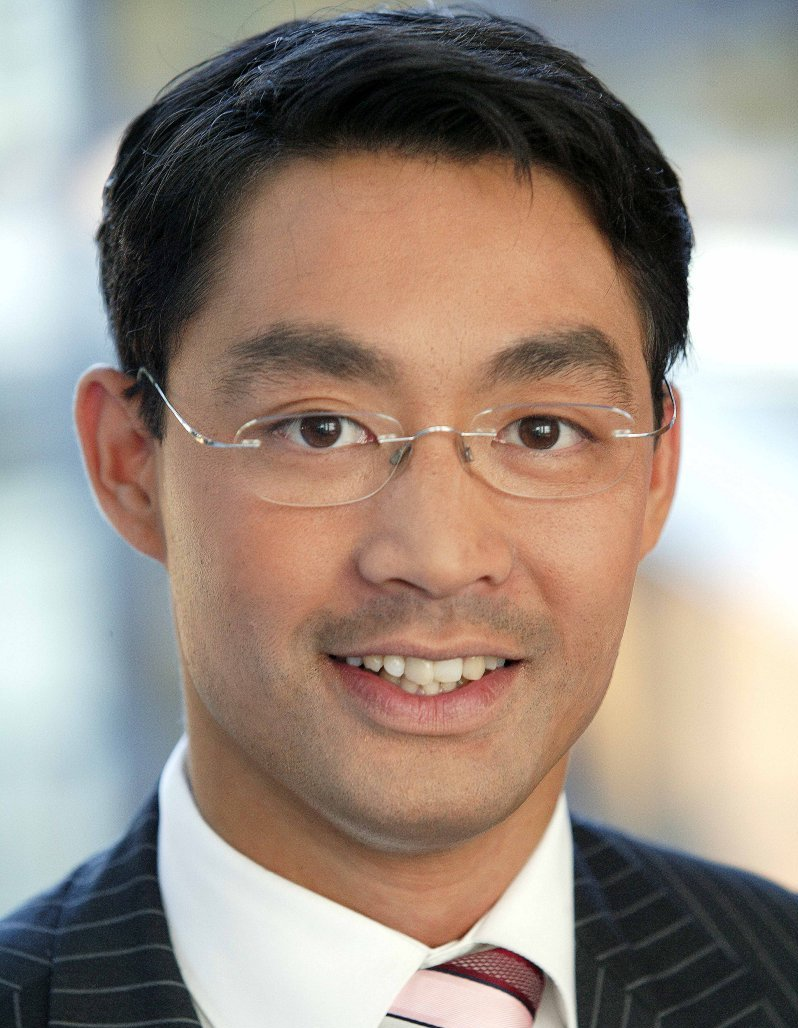
Philipp Rösler (* 1973)

- 1973: Philipp Rösler, deutscher Politiker, MdL, Landesminister, Bundesminister
- 1974: Michael Angerschmid, österreichischer Fußballspieler
- 1974: Takuma Aoki, japanischer Motorradrennfahrer
- 1974: Gila Gamliel, israelische Politikerin, Ministerin
- 1974: Anjanette Kirkland, US-amerikanische Leichtathletin, Weltmeisterin
- 1974: Bonnie Somerville, US-amerikanische Schauspielerin
- 1975: Mareike Fell, deutsche Schauspielerin
- 1975: Ashley MacIsaac, kanadischer Geiger und Rockmusiker
- 1975: Callan Mulvey, australischer Schauspieler

#### 1976–2000
- 1976: Marco Campos, brasilianischer Rennfahrer
- 1976: Julia Grafflage, deutsche Schauspielerin
- 1976: Yuval Noah Harari, israelischer Historiker und Sachbuchautor
- 1976: Bradley McGee, australischer Radrennfahrer
- 1976: Matt Skiba, US-amerikanischer Musiker (Alkaline Trio)
- 1977: Floyd Mayweather Jr., US-amerikanischer Profiboxer
- 1977: Jean-Pierre Vidal, französischer Skirennläufer
- 1978: Christian Domke, deutscher Hockeyspieler
- 1978: Rich Lee, US-amerikanischer Filmregisseur
- 1979: Christian Ried, deutscher Autorennfahrer und Unternehmer
- 1980: Ioana Iacob, rumänische Schauspielerin
- 1981: Jonas Andersson, schwedischer Eishockeyspieler

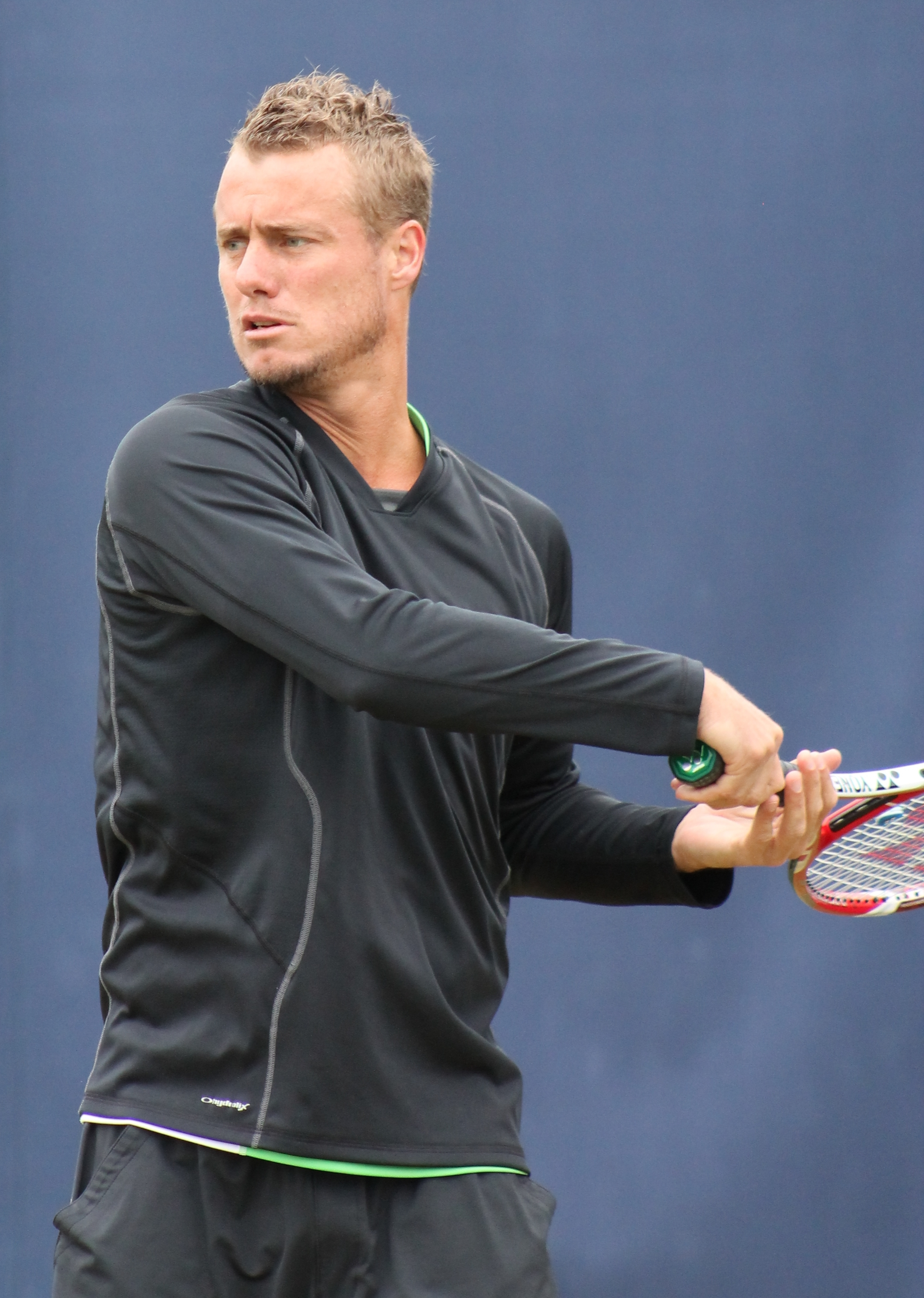
Lleyton Hewitt (* 1981)

- 1981: Lleyton Hewitt, australischer Tennisspieler
- 1981: Mauro Rosales, argentinischer Fußballer
- 1981: Georg Späth, deutscher Skispringer
- 1981: Jean de Villiers, südafrikanischer Rugbyspieler
- 1983: Javier Pinola, argentinischer Fußballspieler
- 1984: Brian Dabul, argentinischer Tennisspieler
- 1984: William Kvist, dänischer Fußballspieler
- 1984: Matthias Langkamp, deutscher Fußballspieler
- 1984: Daniel Serra, brasilianischer Autorennfahrer
- 1984: Rudy Yakym, US-amerikanischer Politiker
- 1985: Brian Baxter Arroyo López, mexikanischer Eishockeyspieler
- 1987: Christopher Trimmel, österreichischer Fußballspieler
- 1988: Rodrigue Beaubois, französischer Basketballspieler
- 1988: Amanda da Gloria, deutsche Schauspielerin
- 1989: Matthew Mullen, australischer Fußballspieler
- 1989: Daniel Kaluuya, britischer Schauspieler
- 1989: Kostas Koufos, griechisch-US-amerikanischer Basketballspieler
- 1990: Ayub Daud, somalischer Fußballspieler
- 1990: Randy Krummenacher, Schweizer Motorradrennfahrer
- 1990: Yao Lei, singapurische Badmintonspielerin
- 1990: Ryu Eun-hee, südkoreanische Handballspielerin
- 1991: Tom Gladdis, britischer Rennfahrer

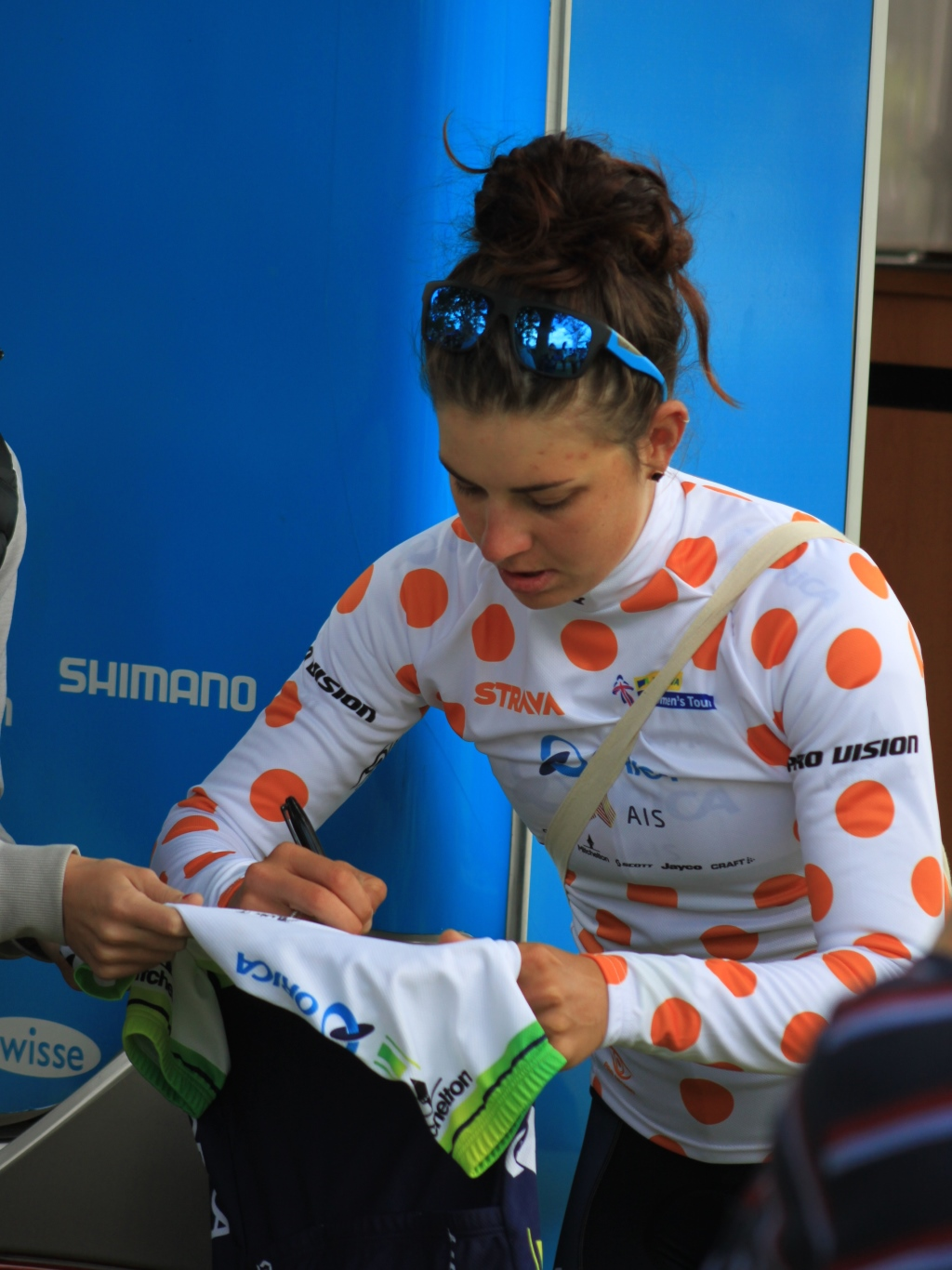
Melissa Hoskins (* 1991)

- 1991: Melissa Hoskins, australische Radrennfahrerin
- 1992: Stefan Aškovski, mazedonischer Fußballspieler
- 1992: Bettina Plank, österreichische Karateka
- 1994: Max-Henri Herrmann, französisch-deutscher Handballspieler
- 1994: Núria Pau, spanische Skirennläuferin
- 1994: Earl Sweatshirt, US-amerikanischer Rapper, Produzent und Songwriter
- 1995: Luca Ghiotto, italienischer Automobilrennfahrer
- 1995: Kevin Orendorz, deutscher Eishockeyspieler
- 1995: Emanuel Taffertshofer, deutscher Fußballspieler
- 1995: Matthias Troy, österreichischer Skispringer und Skisprungtrainer
- 1996: Uğur Ekeroğlu, deutsch-türkischer Schauspieler
- 1996: Kira Weidle-Winkelmann, deutsche Skirennläuferin
- 1998: Kristers Aparjods, lettischer Rennrodler
- 1998: Remy Gardner, australischer Motorradrennfahrer

### 21. Jahrhundert
- 2002: Oscar Brose, deutscher Schauspieler
- 2004: Olivia Asselin, kanadische Freestyle-Skierin
- 2004: Jalon Walker, US-amerikanischer American-Football-Spieler
- 2006: Aleka Persaud, guyanische Schwimmerin
- 2007: Luka Vušković, kroatischer Fußballspieler
- 2009: Lou Goossens, belgischer Schauspieler

## Gestorben

### Vor dem 16. Jahrhundert
- 0616: Æthelberht, König von Kent
- 0864: Ennin, buddhistischer Mönch
- 1065: Werner III., Graf von Maden, im Neckargau und im Thurgau
- 1157: Jon Birgisson, erster Erzbischof von Norwegen
- 1169: Bertha von Tübingen, Gattin von Markgraf Herman IV. von Baden
- 1260: Irmengard bei Rhein, Markgräfin von Baden
- 1265: Roger IV., Graf von Foix
- 1274: Rudiger von Langheim, Abt von Münsterschwarzach
- 1282: Philippe Mouskes, Bischof von Tournai
- 1309: Bogislaw IV., Herzog von Pommern
- 1311: Guillaume Arrufat, römisch-katholischer Kardinal
- 1345: Stephan II., Bischof von Lebus
- 1386: Karl III., König von Neapel, als Karl II. König von Ungarn
- 1404: Peter I., Abt des Zisterzienserklosters in Ebrach
- 1445: Nicolaus de Tudeschis, italienischer Theologe und Erzbischof von Palermo
- 1475: Karl I., Markgraf von Baden
- 1491: Hans Tucher, Nürnberger Patrizier
- 1496: Eberhard I., Herzog von Württemberg

### 16. und 17. Jahrhundert
- 1508: Georg von Ehingen, schwäbischer Reichsritter, Diplomat und Reisender
- 1517: Otto von Gemmingen, deutscher Adeliger
- 1525: Jacques II. de Chabannes, französischer Feldherr
- 1525: Guillaume Gouffier de Bonnivet, französischer Feldherr und Diplomat
- 1525: Louis II. de La Trémoille, französischer Feldherr
- 1525: Richard de la Pole, letzte Anwärter des Hauses York auf den englischen Thron
- 1530: Properzia de’ Rossi, italienische Bildhauerin der Renaissance
- 1547: Heinrich Burghard I. von Pappenheim, Landvogt des Fürststifts Kempten in Bayern
- 1563: François de Lorraine, Herzog von Guise, französischer Heerführer und Staatsmann
- 1581: Fabrizio Dentice, italienischer Lautenist und Komponist
- 1588: Johann Weyer, deutscher Arzt, Gegner der Hexenverfolgung
- 1620: Jakob Wolff der Jüngere, deutscher Steinmetz und Bildhauer

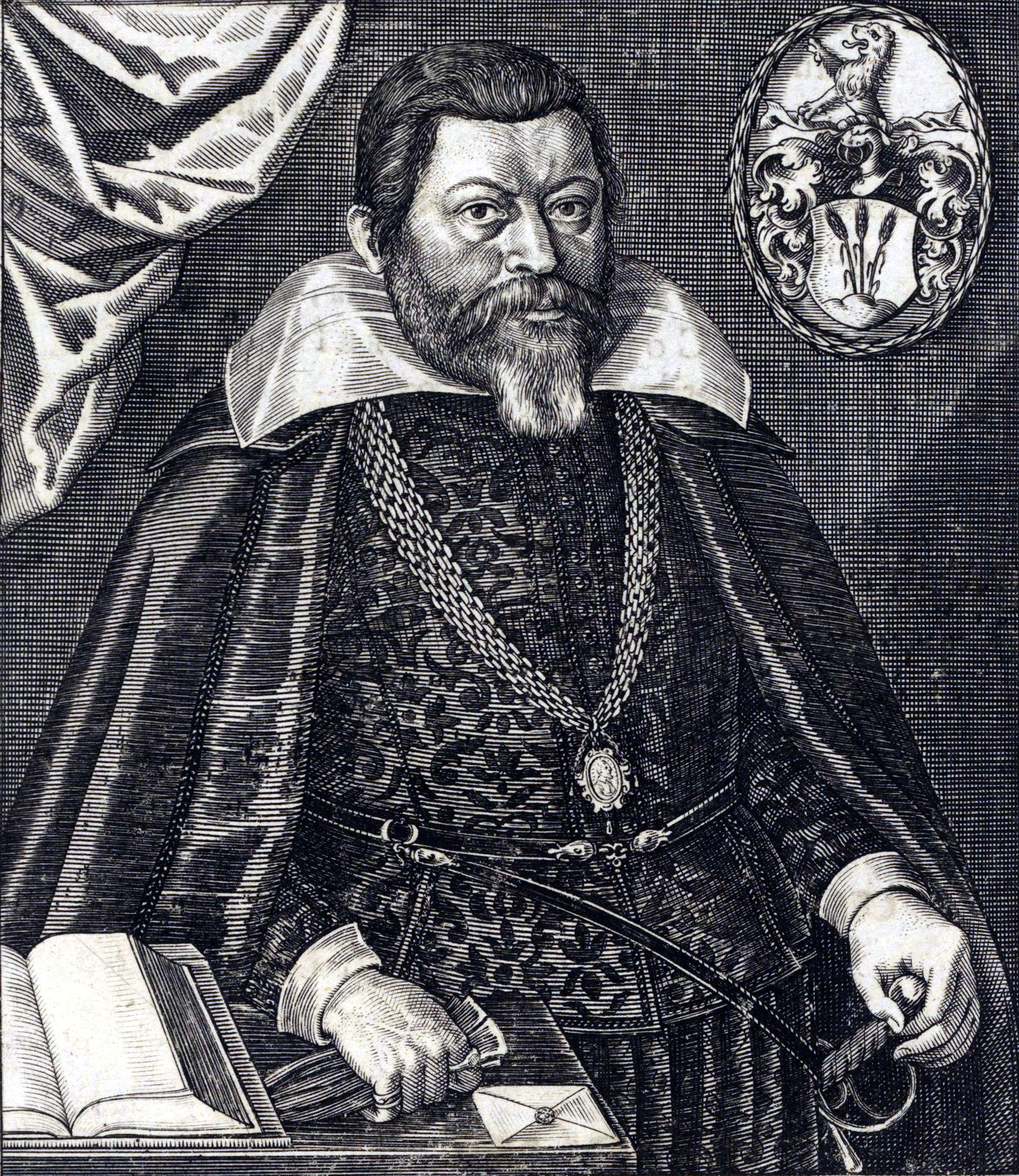
Dominicus Arumaeus († 1637)

- 1637: Dominicus Arumaeus, deutscher Rechtsgelehrter
- 1641: Philipp Wolfgang, Graf von Hanau-Lichtenberg
- 1657: Rudolf von Colloredo, böhmischer Adliger, Feldmarschall, Gouverneur von Prag
- 1663: Marianus Rot, Schweizer katholischer Geistlicher und Bühnenautor
- 1674: Matthias Weckmann, deutscher Komponist des Barock
- 1685: Isabella Clara von Österreich, Herzogin von Mantua
- 1692: Antimo Liberati, italienischer Musiktheoretiker, Sänger, Organist, Kapellmeister und Komponist
- 1696: Anna Margaretha Schmidt, Opfer der Hexenverfolgung in Olpe

### 18. Jahrhundert
- 1704: Marc-Antoine Charpentier, französischer Komponist
- 1714: Edmund Andros, englischer Kolonialgouverneur
- 1721: John Sheffield, 1. Duke of Buckingham and Normanby, britischer Staatsmann und Dichter
- 1722: Johannes d’Outrein, niederländischer Prediger und Schriftsteller
- 1729: Ernst Ludwig II., Herzog von Sachsen-Meiningen
- 1729: Jan Jerzy Przebendowski, polnischer Magnat, General von Großpolen und Großkronschatzmeister
- 1742: Johann Adam Dietz, böhmischer Bildhauer
- 1751: Christian Gottlieb Schwarz, deutscher Philologe und Hochschullehrer
- 1758: Johann Gottlieb Gonne, deutscher Jurist und Hochschullehrer
- 1761: Friedrich Wilhelm, Fürst zu Solms-Braunfels
- 1767: Cölestin Gugger von Staudach, Fürstabt des Klosters St. Gallen
- 1777: Joseph I., König von Portugal aus dem Hause Braganza
- 1779: Paul Daniel Longolius, deutscher Enzyklopädist
- 1784: Anton Laube, böhmischer Komponist und Kirchenmusiker
- 1791: Leopold von Hartmann, deutscher Beamter und Landwirt
- 1796: Karl Aloys von Königsegg-Aulendorf, deutscher Adliger, Weihbischof in Köln
- 1799: Georg Christoph Lichtenberg, deutscher Naturwissenschaftler und Aphoristiker

### 19. Jahrhundert
- 1801: Franz Martin Pelzel, tschechischer Schriftsteller, Historiker und Philologe
- 1806: Carl Friedrich Hagemann, österreichischer Bildhauer
- 1806: Collin d’Harleville, französischer Dramatiker
- 1810: Henry Cavendish, britischer Naturwissenschaftler

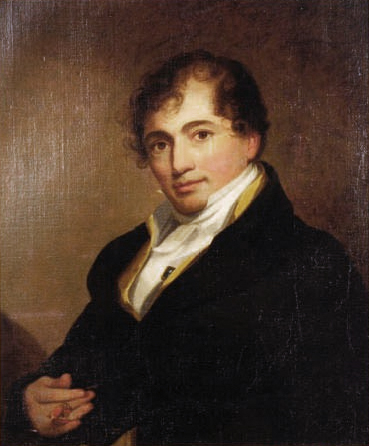
Robert Fulton († 1815)

- 1815: Robert Fulton, US-amerikanischer Ingenieur und Schiffbauer
- 1819: Johann Gottlieb Drasdo, deutscher lutherischer Theologe
- 1821: Marie-Anne Collot, französische Bildhauerin
- 1822: Friedrich Johann Jacobsen, Jurist
- 1825: Johann Simon Buchholz, deutscher Orgelbauer
- 1825: Johann Peter Eichhoff, Publizist, Historiker des Rheinlandes und Beamter in französischen Diensten
- 1829: Christian Gottlieb Berger, deutscher evangelischer Geistlicher
- 1829: Jan Stefani, polnischer Komponist
- 1834: Joseph Wilhelm Balan, preußischer Jurist und Legationsrat
- 1836: Dániel Berzsenyi, ungarischer Dichter
- 1839: Roch-Ambroise Auguste Bébian, Franzose, der als erster Hörender die Gebärdensprache beherrschte
- 1839: Johann Gotthelf Richter, deutscher Jurist
- 1845: Julius Friedrich Winzer, deutscher Ethnologe und evangelischer Theologe
- 1849: Joseph Adamy, nassauischer Grubenbesitzer und Politiker
- 1852: Ethan Allen Brown, US-amerikanischer Jurist und Politiker, Gouverneur von Ohio, Senator
- 1854: Hermann Neefe, deutscher Bühnenmaler
- 1856: Nikolai Iwanowitsch Lobatschewski, russischer Mathematiker
- 1862: Bernhard Severin Ingemann, dänischer Schriftsteller
- 1863: Karl Franzewitsch Albrecht, russischer Komponist
- 1863: August Ferdinand von Arnauld de la Perière, preußischer Generalleutnant
- 1863: Anton Günther, österreichischer Philosoph und Theologe
- 1866: Bernhard Rudolf Abeken, deutscher Philologe und Schulmann
- 1868: Carl Olof Rosenius, schwedischer Laienprediger
- 1871: Christian Zetlitz Bretteville, norwegischer Politiker, Minister, Ministerpräsident
- 1871: Julius Weisbach, deutscher Mathematiker und Ingenieur
- 1872: William Webb Ellis, britischer Geistlicher, angeblicher Erfinder des Rugby
- 1873: Godfrey Frankenstein, deutschamerikanischer Maler
- 1873: Thomas Guthrie, schottischer Sozialreformer
- 1873: Heinrich Kurz, deutscher Literaturhistoriker
- 1874: John Bachman, US-amerikanischer Naturgelehrter und Priester

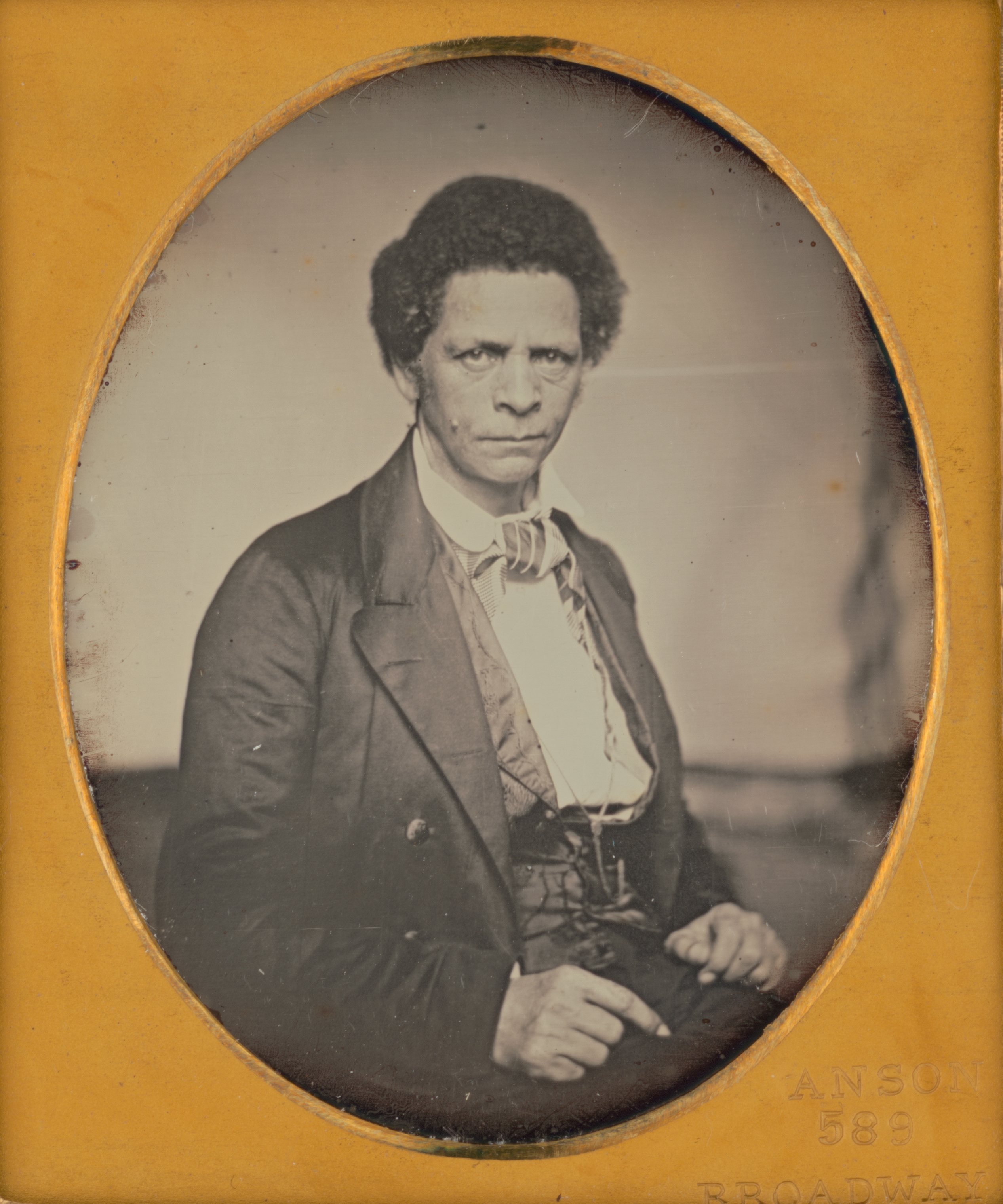
Joseph Jenkins Roberts († 1876)

- 1876: Joseph Jenkins Roberts, erster Präsident Liberias
- 1880: Fridolin Josef Landolt, Schweizer Jurist
- 1884: Georg Büchmann, deutscher Philologe
- 1884: Christian Gottlob Schmidt, deutscher Unternehmer, Mitgründer der NSU Werke AG
- 1886: Etienne Chastel, Schweizer evangelischer Theologe und Hochschullehrer
- 1891: Ephraim King Wilson, US-amerikanischer Politiker, Mitglied des Repräsentantenhauses, Senator
- 1892: Niels Christopher Winther, färöischer Jurist, Politiker und Autor
- 1894: Hermann Roemer, deutscher Politiker, MdR
- 1895: Eduard Schott, deutscher Metallurg und Kunstgießer, Entdecker des Kristallisationsverfahrens
- 1899: Charles Nuitter, französischer Librettist, Übersetzer und Archivar
- 1899: Emil Welti, Schweizer Politiker, Bundesrat, Bundespräsident

### 20. Jahrhundert

#### 1901–1925
- 1902: August Eisenlohr, deutscher Ägyptologe
- 1904: Ernst von Prittwitz und Gaffron, preußisch-deutscher Generalleutnant
- 1905: Robert Austin, englischer Entdecker und Ingenieur
- 1907: Archibald Clavering Gunter, US-amerikanischer Schriftsteller
- 1910: Gerhard Amyntor, preußischer Generalstabsoffizier
- 1910: Osman Hamdi Bey, türkischer Maler, Archäologe und Museumsgründer
- 1910: Johannes Schiess, Schweizer Arzt und Förderer der Archäologie
- 1912: Jules-Joseph Lefebvre, französischer Maler

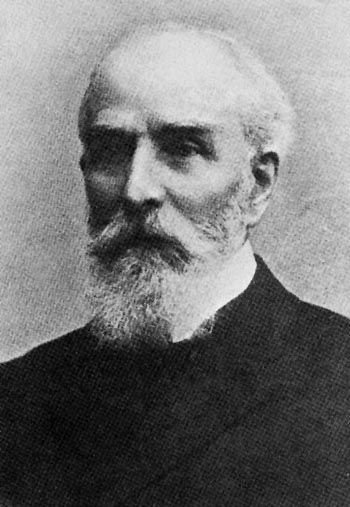
Wilhelm Kress († 1913)

- 1913: Wilhelm Kress, österreichischer Flugpionier und Konstrukteur
- 1917: Tetjana Jablonska, ukrainische Kunstmalerin
- 1918: Adam Jende, lettischer Geistlicher und evangelischer Märtyrer
- 1918: Adolf Friedrich VI., Großherzog von Mecklenburg-Strelitz
- 1921: Wilhelm Trabert, deutsch-österreichischer Meteorologe
- 1923: Edward W. Morley, US-amerikanischer Chemiker
- 1925: Hjalmar Branting, schwedischer Politiker, Reichstagsabgeordneter und Premierminister
- 1925: Alois Mrštík, tschechischer Schriftsteller und Dramaturg
- 1925: Max von Stetten, deutscher Offizier, Kommandeur der Kaiserlichen Schutztruppe für Kamerun

#### 1926–1950
- 1926: Wilhelm Christ-Iselin, Schweizer Industrieller und Autor
- 1926: Sofia Okunewska, erste Ärztin der Ukraine
- 1928: Eduard Hahn, deutscher Agrarethnologe, Geograph und Wirtschaftshistoriker
- 1929: Georg Schmiedel, mährisch-österreichischer Lehrer, Mitgründer des Vereins Naturfreunde
- 1931: Friedrich August, Großherzog von Oldenburg
- 1932: Konrad Knebel, deutscher Maler

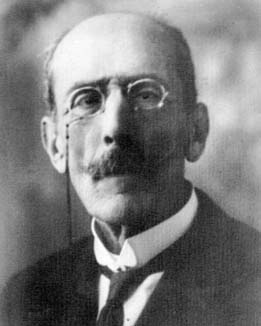
Eugenio Bertini († 1933)

- 1933: Eugenio Bertini, italienischer Mathematiker
- 1933: Johannes Meisenheimer, deutscher Zoologe
- 1934: Naoki Sanjūgo, japanischer Schriftsteller
- 1936: Gotthold Anders, deutscher Politiker
- 1937ː Mildred Coles, britische Tennisspielerin
- 1937: Wolodymyr Lypskyj, sowjetischer Botaniker
- 1938: Max Wien, deutscher Physiker
- 1940: Ascensión del Corazón de Jesús, spanische Ordensschwester und Ordensgründerin
- 1940: Ludwig Kessing, deutscher Arbeiterdichter
- 1941: Lothar von Arnauld de la Perière, deutscher Marineoffizier, erfolgreichster U-Boot-Kommandant der Seekriegsgeschichte
- 1941: Oskar Loerke, deutscher Dichter des Expressionismus und des Magischen Realismus
- 1941: Hugo von Preen, österreichischer Maler, Archäologe und Heimatforscher
- 1942: Anton Drexler, deutscher Politiker, Mitgründer der Deutschen Arbeiterpartei (DAP) als Vorläufer der NSDAP
- 1943: Bernhard Adelung, deutscher Politiker, MdL, Staatspräsident des Volksstaates Hessen
- 1943: Walther Kolbe, deutscher Althistoriker

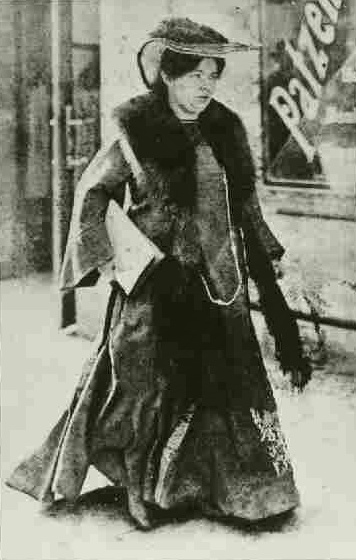
Helene Stöcker († 1943)

- 1943: Helene Stöcker, deutsche Frauenrechtlerin, Sexualreformerin, Pazifistin und Publizistin
- 1945: Maurice Arthus, französischer Physiologe
- 1945: Josef Mayr-Nusser, katholischer Südtiroler, Opfer des Nationalsozialismus
- 1946: Hugh Allen, britischer Dirigent, Organist und Musikpädagoge
- 1946: Heinrich XXXIX., Paragiatsherr von Reuß-Köstritz
- 1946: René Le Bègue, französischer Automobilrennfahrer
- 1947: Tor Andræ, schwedischer Religionshistoriker und Bischof
- 1948: Franz Stock, deutscher katholischer Priester und Gefängnisseelsorger, Wegbereiter der Deutsch-Französischen Freundschaft

#### 1951–1975
- 1953: Fanny Moser, Schweizer Zoologin und Parapsychologin
- 1953: Gerd von Rundstedt, deutscher Generalfeldmarschall im Zweiten Weltkrieg
- 1955: Clemente Biondetti, italienischer Rennfahrer
- 1955: Ernst Flückiger, Schweizer Sozialpolitiker und Gewerkschafter
- 1955: Erwin von Lahousen, österreichischer Offizier im Nachrichtendienst, Widerstandskämpfer, Kronzeuge im Nürnberger Hauptkriegsverbrecherprozess
- 1956: Heinrich Imig, deutscher Gewerkschafter, Politiker, MdB, MdEP
- 1956: Gerrit Smith Miller, US-amerikanischer Zoologe
- 1957: Werner Hilpert, deutscher Politiker, Widerstandskämpfer im KZ Buchenwald, MdL, Landesminister, MdB
- 1958: Paul Amann, österreichischer Schriftsteller und Übersetzer
- 1958: Hans Nadler, deutscher Maler
- 1959: Heinrich Aumund, deutscher Unternehmer und Hochschullehrer
- 1959: Paul Zaunert, deutscher Sagenforscher
- 1961: Fritz Imhoff, österreichischer Schauspieler und Sänger
- 1963: Herbert Asbury, US-amerikanischer Journalist und Schriftsteller
- 1964: William Garbutt, englischer Fußballspieler und -trainer
- 1967: Asaf Jah VII., Fürst von Hyderabad
- 1967: Franz Waxman, deutscher Filmkomponist, Dirigent und Arrangeur
- 1970: Conrad Nagel, US-amerikanischer Schauspieler

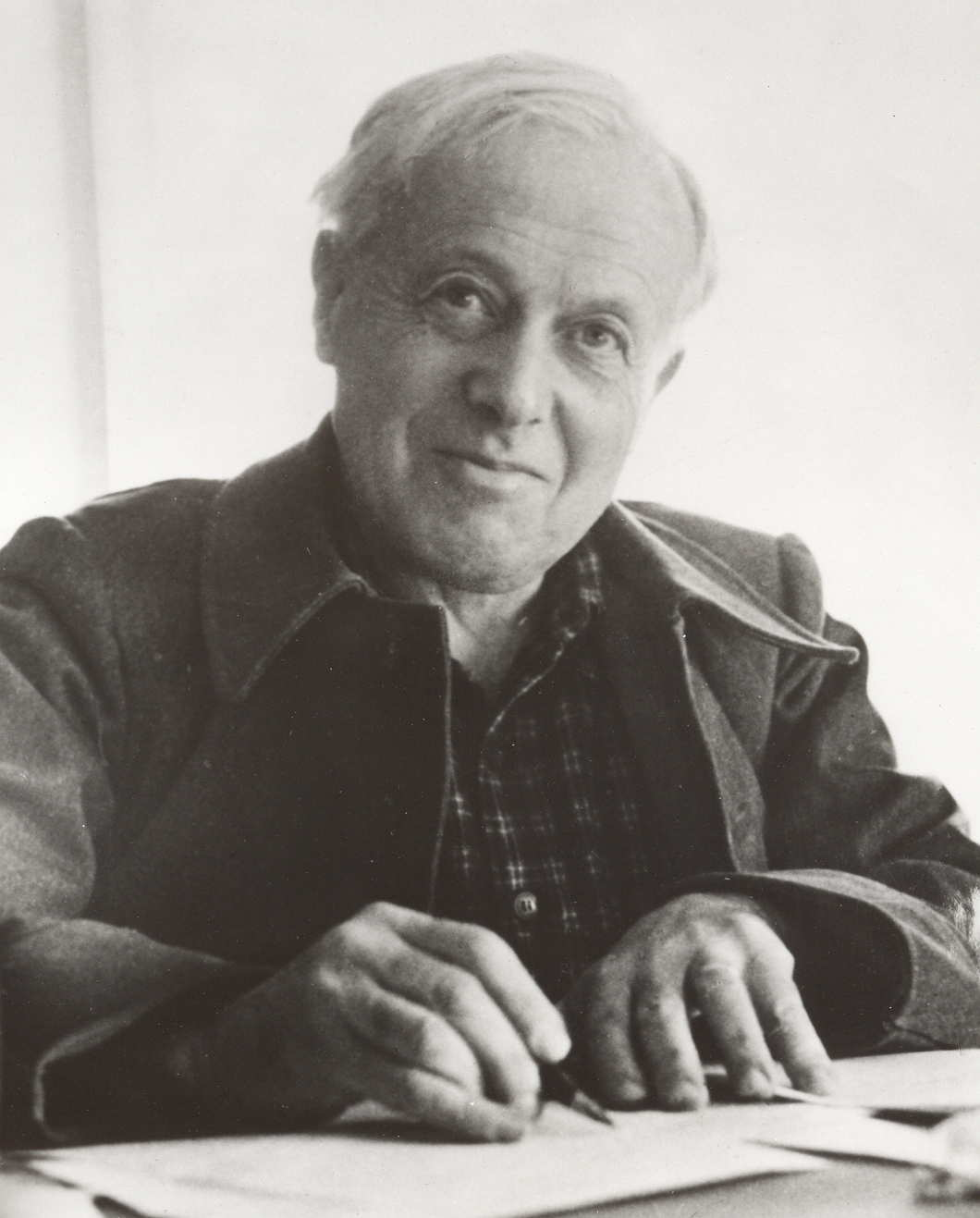
Eugen Rosenstock-Huessy († 1973)

- 1973: Eugen Rosenstock-Huessy, deutsch-US-amerikanischer Kulturphilosoph, Jurist, Historiker und Soziologe
- 1973: Valentin Tomberg, russischer Rechtswissenschaftler und Mystiker
- 1973: Hermann Zander, deutscher Ruderer
- 1974: Martin Donisthorpe Armstrong, britischer Schriftsteller, Dichter, Herausgeber und Journalist
- 1975: Hans Bellmer, deutscher Fotograf, Bildhauer, Maler und Autor
- 1975: Nikolai Alexandrowitsch Bulganin, sowjetischer Staatsmann, Minister, Ministerpräsident
- 1975: Marcel Georges Lucien Grandjany, französischer Harfenist, Lehrer, Komponist und Dichter
- 1975: Luigi Malipiero, deutscher Theaterregisseur und -intendant, Schauspieler und Bühnenbildner

#### 1976–2000
- 1977: Louis Alfred „Pinky“ Clarke, US-amerikanischer Leichtathlet
- 1977: Jayrôme C. Robinet, französischer Schriftsteller und Spoken-Word-Künstler
- 1978: Katrine Harries, deutsch-südafrikanische Grafikerin und Illustratorin
- 1979: Friedrich Fritz, deutscher Politiker, MdB
- 1979: Hans Pössenbacher, deutscher Schauspieler
- 1980: Oliver Strunk, US-amerikanischer Musikwissenschaftler und -pädagoge
- 1981: Friedrich Josef Knoll, österreichischer Botaniker und Rektor der Universität Wien
- 1982: Virginia Bruce, US-amerikanische Schauspielerin und Sängerin
- 1984: Lech Bądkowski, polnischer Schriftsteller, Journalist und Politiker
- 1984: Helmut Schelsky, deutscher Soziologe
- 1985: Julius Chajes, US-amerikanischer Pianist und Komponist österreichischer Herkunft
- 1985: Marguerite Friedlaender, deutsch-britische Künstlerin

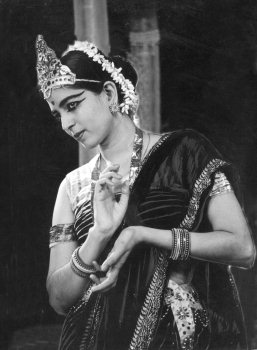
Rukmini Devi Arundale († 1986)

- 1986: Rukmini Devi Arundale, indische Tänzerin, Politikerin und Theosophin
- 1986: Tommy Douglas, kanadischer Politiker
- 1987: Jacques Albrespic, französischer Komponist und Organist
- 1987: Edwin McArthur, US-amerikanischer Dirigent, Pianist und Komponist
- 1988: Bljuma Wulfowna Zeigarnik, sowjetische Gestaltpsychologin
- 1988: Memphis Slim, US-amerikanischer Bluessänger und -pianist
- 1990: Sandro Pertini, italienischer Politiker
- 1990: Johnnie Ray, US-amerikanischer Sänger, Pianist und Songwriter
- 1991: Webb Pierce, US-amerikanischer Country-Sänger
- 1991: Héctor Rial, argentinischer Fußballspieler
- 1991: Jean Rogers, US-amerikanische Schauspielerin
- 1993: Bobby Moore, britischer Fußballspieler
- 1994: Dinah Shore, US-amerikanische Sängerin
- 1995: Roberto Ago, italienischer Jurist, Mitglied der UN-Völkerrechtskommission, Richter am Internationalen Gerichtshof
- 1995: René Ahlberg, deutscher Soziologe
- 1995: Felix Ermacora, österreichischer Völkerrechtsexperte und Politiker
- 1995: Hans Hessling, deutscher Schauspieler
- 1996: Akram al-Haurani, syrischer Politiker
- 1996: Wolfgang Schieren, deutscher Manager und Vorstandsvorsitzender der Allianz AG
- 1998: Gerhard Kienbaum, Gründer der ersten deutschen Unternehmensberatung, Politiker, Landesminister, MdL, MdB
- 1998: Antonio Prohías, kubanisch-US-amerikanischer Cartoonist
- 1999: Derek Nimmo, britischer Schauspieler

### 21. Jahrhundert
- 2001: Jörg K. Hoensch, deutscher Historiker
- 2001: Claude Shannon, US-amerikanischer Mathematiker
- 2002: Martin Esslin, britischer Theaterwissenschaftler
- 2002: Eva Hoffmann-Aleith, deutsche Pastorin und Schriftstellerin
- 2002: Leo Ornstein, russischer Pianist und Komponist
- 2002: Gregorio Walerstein, mexikanischer Filmproduzent und Drehbuchautor
- 2003: Alberto Sordi, italienischer Filmschauspieler
- 2004: Fritz Fabricius, deutscher Rechtswissenschaftler
- 2004: Virtú Maragno, argentinischer Komponist
- 2004: Alfred Orda, polnischer Opernsänger
- 2004: A.C. Reed, US-amerikanischer Blues-Saxophonist und Sänger
- 2005: Jochen Bleicken, deutscher Althistoriker
- 2005: Rolf Illig, deutscher Schauspieler

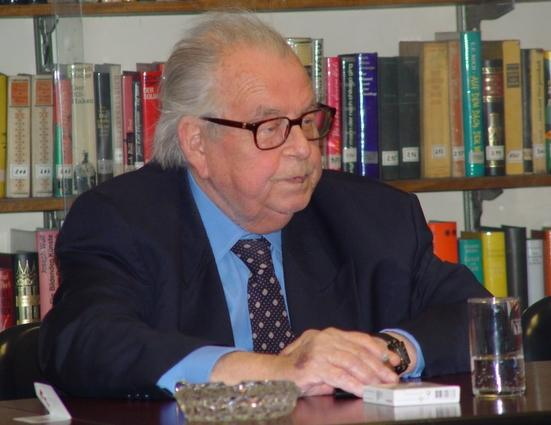
Hans-Jürgen Wischnewski († 2005)

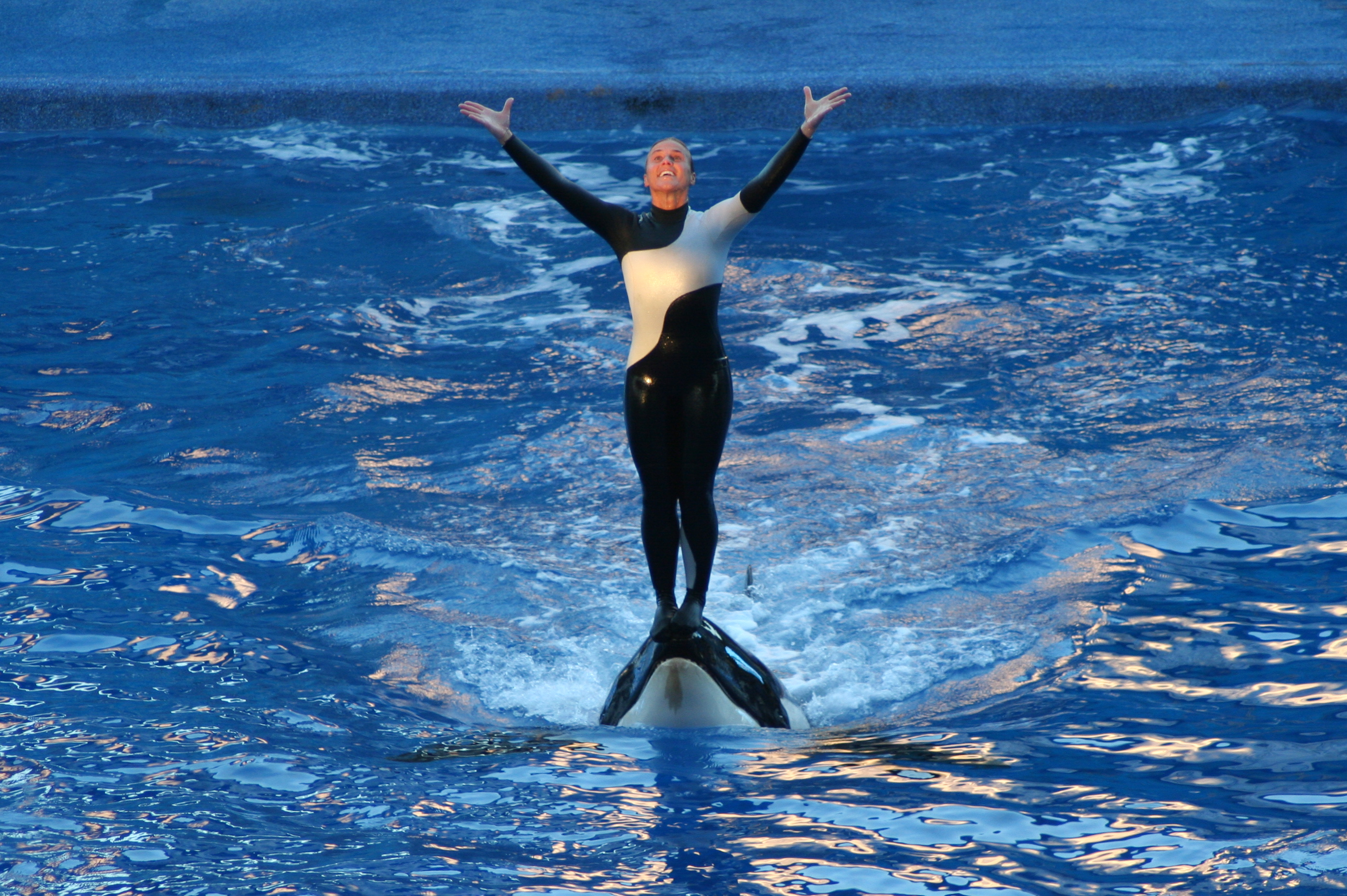
Dawn Brancheau († 2010)

- 2005: Hans-Jürgen Wischnewski, deutscher Politiker, MdB, MdEP, Bundesminister
- 2006: Don Knotts, US-amerikanischer Schauspieler und Komiker
- 2006: Alf Marholm, deutscher Schauspieler und Sprecher
- 2006: Dennis Weaver, US-amerikanischer Schauspieler
- 2007: Leroy Jenkins, US-amerikanischer Komponist
- 2007: Lamar Lundy, US-amerikanischer American-Football-Spieler
- 2007: Eberhard Spiess, deutscher Filmhistoriker
- 2008: Günther Rücker, deutscher Schriftsteller
- 2009: Svatopluk Havelka, tschechischer Musiker und Komponist
- 2010: C. R. Johnson, US-amerikanischer Freestyle-Skier
- 2010ː Dawn Brancheau, US-amerikanische Tiertrainerin bei SeaWorld, Orcaopfer
- 2010: Pietro Mitolo, italienischer Politiker
- 2011: Ernst Schacht, deutscher Fußballfunktionär
- 2013: Ib Hansen, dänischer Opernsänger und Schauspieler
- 2014: Ute Brinckmann-Schmolling, deutsche Grafikerin und Malerin
- 2014: Nicolae Herlea, rumänischer Opernsänger
- 2014: Harold Ramis, US-amerikanischer Schauspieler und Filmregisseur
- 2015: Rachat Älijew, kasachischer Politiker und Diplomat
- 2015: Max Schöringhumer, österreichischer Politiker
- 2015: Bertrice Small, US-amerikanische Schriftstellerin
- 2016: Rafael Iriondo, spanischer Fußballspieler und -trainer
- 2016: Colin Low, kanadischer Filmregisseur
- 2017: Miriam Tlali, südafrikanische Schriftstellerin
- 2017: Xie Xuejing, chinesischer Geochemiker
- 2018: Bud Luckey, US-amerikanischer Animator
- 2018: Sridevi, indische Filmschauspielerin
- 2019: Ernst-Wolfgang Böckenförde, deutscher Jurist und Rechtsphilosoph
- 2019: Uriella, Gründerin und geistige Führerin des Ordens Fiat Lux
- 2020: Mario Bunge, argentinischer Philosoph
- 2020: Diana Serra Cary, US-amerikanische Filmschauspielerin
- 2020: Katherine Johnson, US-amerikanische Mathematikerin
- 2021: Philippe Jaccottet, Schweizer Autor
- 2021: Alan Robert Murray, US-amerikanischer Tontechniker
- 2021: Joseph N’singa Udjuu Ongwabeki Untubu, kongolesischer Politiker
- 2022: Iwanka Christowa, bulgarische Kugelstoßerin
- 2022: Dsmitryj Dsjabelka, belarussischer Ringer
- 2022: John Landy, australischer Leichtathlet und Politiker
- 2022: Kathleen Nord, deutsche Schwimmerin
- 2025ː Rose Girone, US-amerikanische Supercentenarian und Holocaustüberlebende (1912–2025)
- 2025ː Roberta Flack, US-amerikanische Soulsängerin, Pianistin und Songschreiberin

## Feier- und Gedenktage
- Kirchliche Gedenktage
  - Hl. Matthias, Schriftgelehrter, Märtyrer und Apostel (evangelisch, anglikanisch, katholisch (nur im deutschen Sprachgebiet), armenisch; in Schaltjahren am 25. Februar)
  - Praetextatus von Rouen, Bischof von Rouen
  - Johann Christoph Blumhardt, deutscher Pfarrer (evangelisch)
- Namenstage
  - Matthias
- Staatliche Feier- und Gedenktage
  - Estland: Tag der Unabhängigkeit (1918)

Weitere Einträge enthält die Liste von Gedenk- und Aktionstagen.